# Bing Crosby
Ne doit pas être confondu avec Bill Cosby.
Pour les articles homonymes, voir Bing et Crosby.
Bing Crosby, de son vrai nom Harry Lillis Crosby Jr., né le 3 mai 1903 à Tacoma (État de Washington) et mort le 14 octobre 1977 à Alcobendas près de Madrid, est un chanteur et acteur américain. Il est l'une des icônes culturelles majeures du XXe siècle.
Figure majeure du cinéma et de la chanson américaine du début des années 1930 aux années 1970, il est reconnu comme l'un des artistes les plus couronnés de succès du XXe siècle, tant dans sa carrière d'acteur que de chanteur, notamment grâce au succès de son interprétation de White Christmas d'Irving Berlin (qui demeure le titre le plus vendu de l'histoire), et à l'Oscar du meilleur acteur qu'il reçut en 1944.
Il est principalement associé au courant du jazz vocal, de l'easy listening et du crooning, un genre dont il est parfois considéré comme le père. Durant sa carrière, il apparut dans près de 100 films, et écrivit et chanta plus de 1700 chansons.

## Vie personnelle

### Enfance et éducation

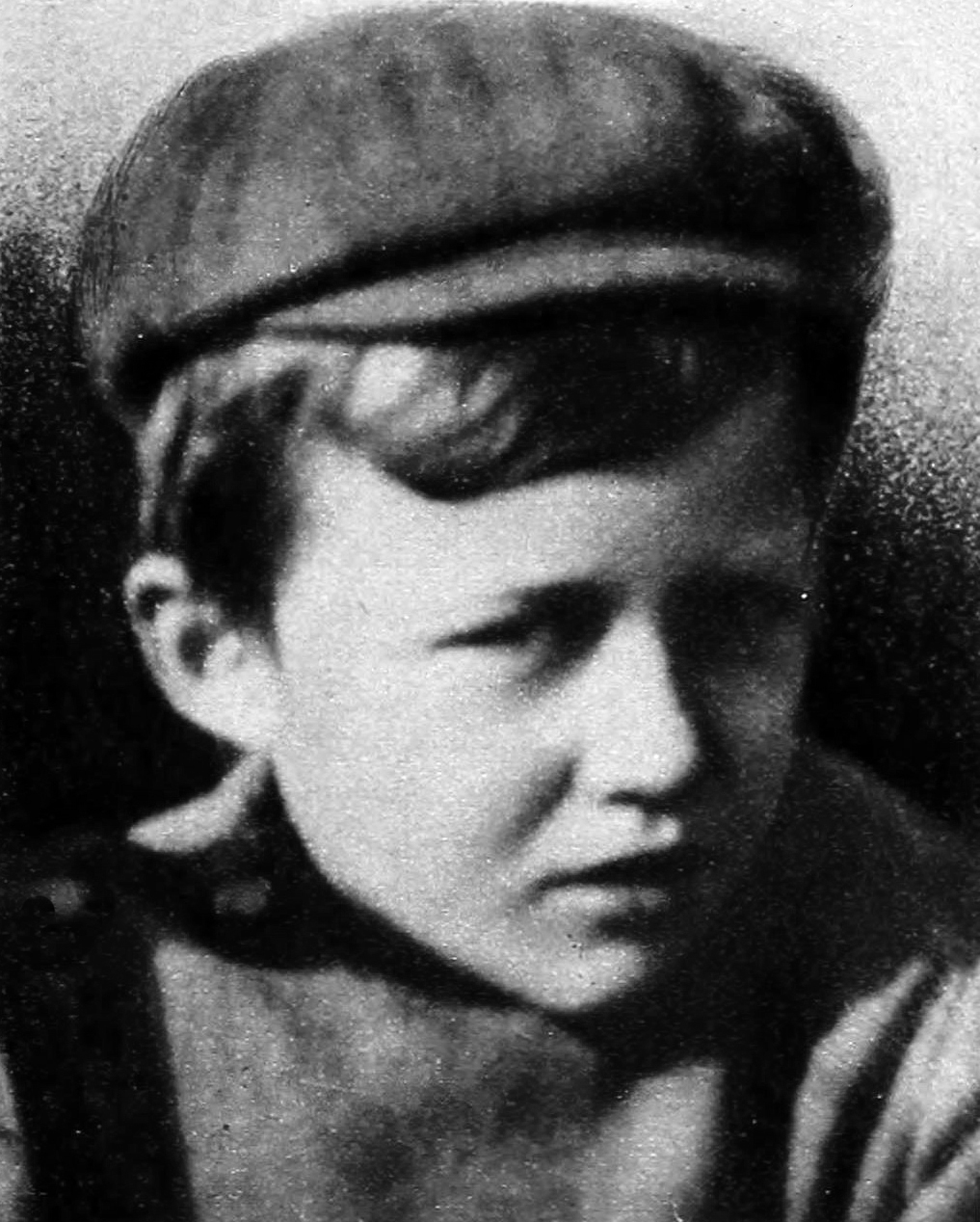
Harry, futur Bing, à 9 ans, v. 1912

Bing Crosby est le quatrième des sept enfants de Harry Lowe Crosby et Kate Harrigan, une famille aux racines anglaises et écossaises par son père et irlandaises par sa mère,. La famille de Bing avait un train de vie plutôt modeste et en 1906, elle déménagea à Spokane, Washington afin que le père de Bing, comptable, puisse trouver un emploi plus stable. La légende veut que Bing ait reçu son surnom d'un ami devant lequel il avait déclaré ce qu'il pensait d'un personnage de bande dessinée, « Bingo », dans le Bingville Bugle', un journal local. Le surnom « Bing » devient le nom qu'il utilisa à partir de ce moment-là,,.
Plus intéressé par le football américain et le baseball, Bing ne brilla pas à l'école mais, attiré par le droit, il s'inscrivit à l'université Gonzaga en 1920. Malgré de bons résultats universitaires, Crosby s'intéresse beaucoup à la musique ; il joue de la batterie dans un groupe musical dont le leader était le jeune chanteur Al Rinker, et dans lequel il s'investit de plus en plus. Il finit par abandonner ses études de droit pour sa passion, et sa carrière musicale se décide l'été où Al Jolson vient chanter dans le théâtre où Bing travaillait en job d'été. En l'écoutant, Bing Crosby prit la décision de devenir lui aussi chanteur professionnel.

### Mariages et enfants

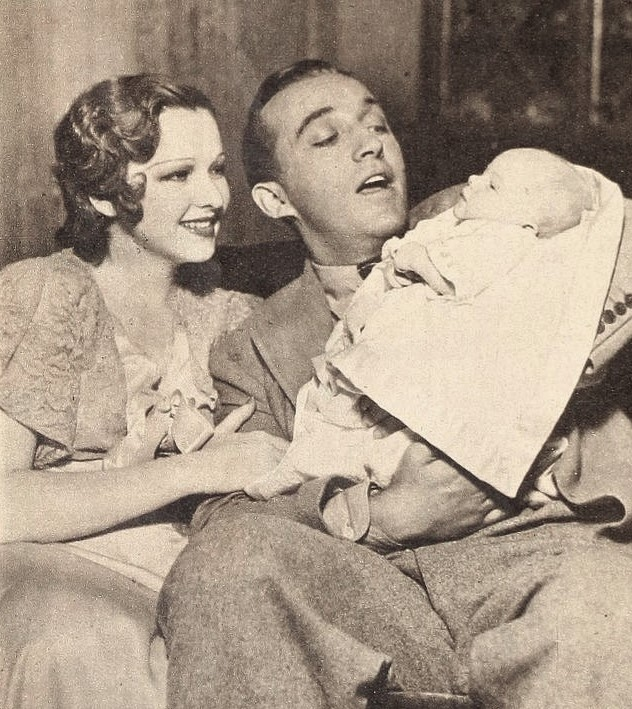
Dixie Lee avec Bing Crosby et leur premier fils Gary Crosby, 1933

Bing se maria deux fois. Sa première femme, Dixie Lee, était une actrice de 21 ans et chanteuse dans une boîte de nuit, plus connue que lui en 1928, à l'époque où il la rencontra,. Ils restèrent mariés vingt-deux ans (1930 à 1952), avec des temps de séparation, jusqu'à la mort de Dixie, Le couple eut quatre garçons : Gary (1933), les jumeaux Philip et Dennis (1934) et Lindsay (1938) qui habitèrent Los Angeles puis furent envoyés dans un internat géré par des jésuites à la discipline sévère, au sud de San Francisco. En 1936, Dixie Lee prit sa retraite du monde du spectacle mais en 1950, Crosby la persuada de participer à son émission (Chesterfield Show) diffusée le 20 décembre, sa première apparition professionnelle avec lui à la radio.
Alors que le mariage fut l'occasion pour Bing Crosby de restreindre sa consommation d'alcool, son épouse Dixie Lee s'enfonça dans un alcoolisme de plus en plus prononcé, qui l'aurait probablement tuée si elle n'était morte d'un cancer de l'ovaire en 1952,,. Un film sorti en 1947, Smash-Up: The Story of a Woman (en), est inspiré de sa vie mais que le couple contesta,.
Avant et après la mort de Dixie Lee, Bing eut plusieurs relations avec des actrices connues telles que Grace Kelly et Inger Stevens, ainsi que des mannequins comme Pat Sheehan (en) (que son fils épousa en 1958),.

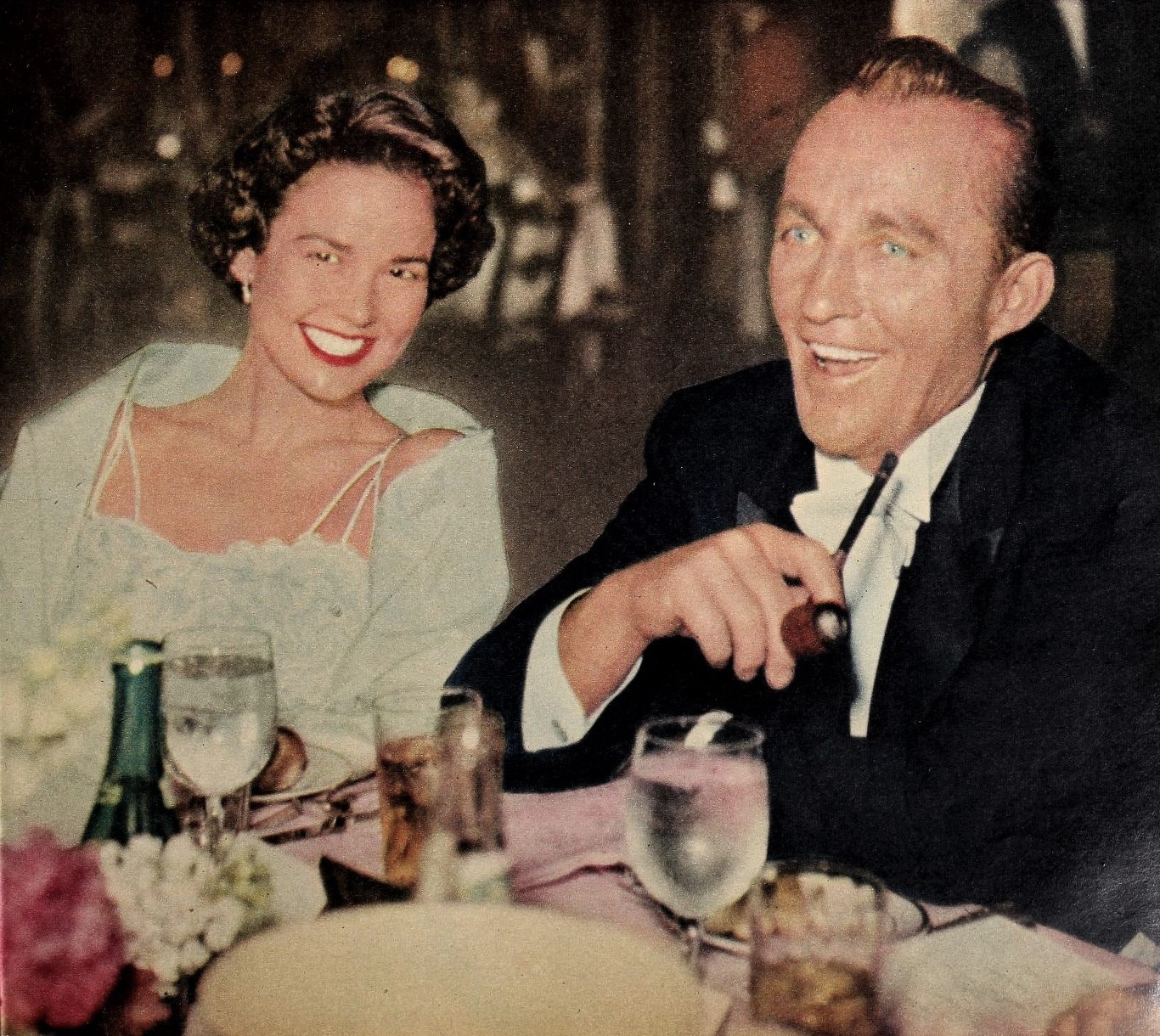
Kathryn Grant et son époux Bing Crosby, 1958

Il épousa sa deuxième femme, Kathryn Grant, en 1957, rencontrée quand elle avait vingt ans. Kathryn était une actrice et ancienne reine de beauté du Texas, beaucoup plus jeune que Bing, qui avait auditionné pour un rôle dans White Christmas. Ils eurent trois enfants : Harry (1958), Mary (1959) et Nathaniel (en) (1961). Mary devint une actrice de télévision dans la série Dallas, alors que Harry est mieux connu pour son rôle dans le film d'horreur Vendredi 13 et la série The Hollywood Palace, et qui se reconvertit en banquier d'investissement.
Bing Crosby était un grand amateur de chasse. Il était aussi passionné de golf, il y jouait tous les matins ; il avait d'ailleurs fondé en 1937 le Crosby Golf Tournament dont les bénéfices allaient à des œuvres de charité. Pour passer plus de temps avec son père, son fils Nathaniel prit des cours et devint un joueur de golf professionnel. Quand l'adolescent remporta un prix au Burlingame Country Club de son père, Crosby dit que c'était le plus beau jour de sa vie, ; en 1981, Nathaniel devint également le plus jeune gagnant du championnat américain de golf amateurs puis se reconvertit en agent immobilier de luxe et les équipements de golf,.
Passionné de sport, Crosby devient propriétaire des Pirates de Pittsburgh, une grande équipe de baseball, et fit construire un haras et l'hippodrome de Del Mar en Californie pour élever et voir courir des pur-sangs mais son écurie remporta peu de prix,. Les grands rivaux de sa femme Kathryn restant les sports que son mari pratiquait, elle se mit à chasser avec lui.

Durant la Seconde Guerre mondiale, Crosby contribua au moral des troupes, devant les présidents Franklin Roosevelt et Ike Eisenhower, en se rendant sur le front de l'Ouest, et par ses chansons qui étaient diffusées sur toutes les grandes stations aux États-Unis ou en Europe. Sa musique et sa célébrité « avaient franchi l'Atlantique bien avant la guerre, jusqu'en Allemagne, et il enregistra en allemand des messages de propagande vers la population et les troupes du Reich qui le surnommèrent Der Bingle ».

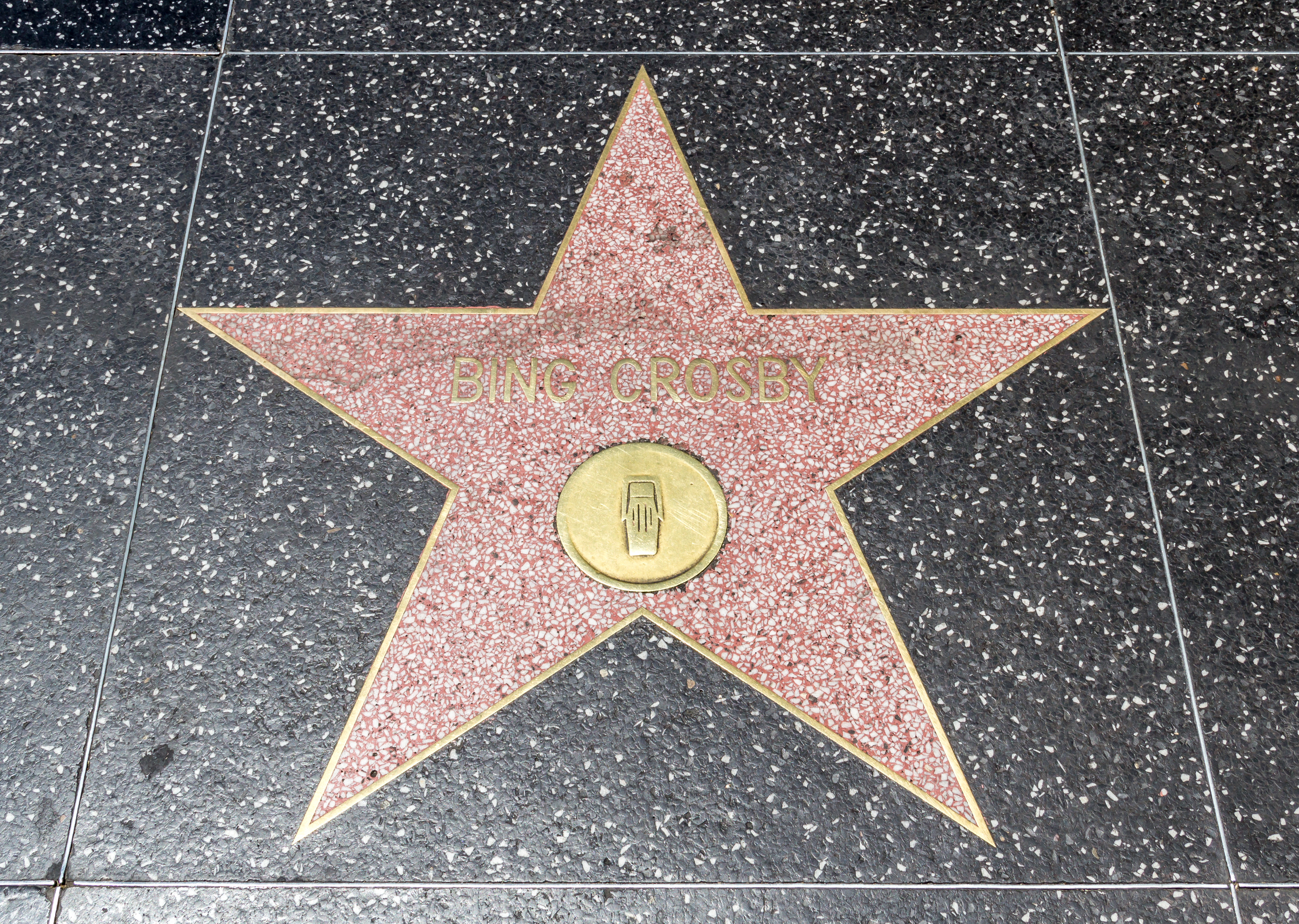
Sur Hollywood Boulevard à Los Angeles

La vie de Bing Crosby fut une succession de voyages à travers le monde pour ses émissions de divertissement, où Kathryn l'accompagna souvent, et qui se souvient de l'amitié qui liait son mari à l'acteur Bob Hope et du pouvoir de leur alchimie comique même dans la vie privée. À cette époque, il se produit également avec Kathryn et leurs enfants lors de shows comiques à la télévision, notamment à Noël.
Grand fumeur, Crosby est atteint d'un cancer du poumon en 1974 et subit une opération chirurgicale puis remonte sur scène. Trois ans plus tard, il tombe de l'une d'entre elles à Los Angeles, récupère puis part enregistrer notamment avec Fred Astaire. En mars 1977, il chute dans la fosse d'orchestre lors du concert pour le cinquantième anniversaire de sa carrière. Sorti de l'hôpital, il repart chanter avec David Bowie et joue encore au London Palladium en Grande-Bretagne à l'automne 1977,.
Lors d'une partie de golf à Madrid, Bing Crosby meurt à 74 ans d'une crise cardiaque en octobre 1977. Ses derniers mots furent sa dernière plaisanterie : « C'était un super match de golf, les gars... Allons prendre un Coca-Cola ».
Son étoile au Walk of Fame se trouve au numéro 1615 sur Vine Street à Hollywood.

#### Après sa mort

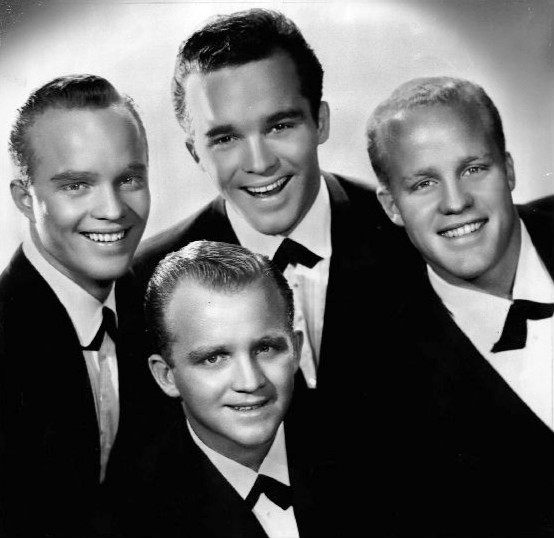
Les quatre premiers fils de Crosby : Gary, Lindsay, Phillip et Dennis au centre, 1959

Après la mort de Bing Crosby, son fils Gary, devenu alcoolique comme ses autres frères,, écrivit un livre intitulé Going My Own Way (1983). Cet ouvrage, très controversé, décrit les violences physiques et psychologiques que Bing exerça sur Gary et ses frères, entre humiliations et flagellations, au sein d'un foyer miné par la dictature de leur père et l'alcoolisme de leur mère esseulée,. Bien que le fils cadet, Philip Crosby, ait tenté de convaincre le public que Gary avait tort et que leur père n'avait jamais été cruel envers eux mais seulement sévère, les deux autres frères Lindsay et Dennis approuvèrent Gary, particulièrement Lindsay qui était pourtant le fils préféré de Bing ; ils se souvenaient, eux aussi, que Bing les avait maltraités durant leur enfance.« Personne ne sait mieux que nous », dit Lindsay. Leur père avait également pris des dispositions pour que ses fils ne puissent toucher à son argent de leur héritage avant leurs 65 ans. La réputation débonnaire et insouciante de Bing fut ternie lorsque souffrant de dépression, ses fils Lindsay et Dennis se suicidèrent au pistolet, l'un en 1989 (à 51 ans) et l'autre en 1991 (à 67 ans).
Nathaniel écrivit à son tour un livre sur son père en 2016, qu'il décrit comme un homme pudique de ses sentiments et économe en louanges, qui leur consacrait certainement plus de temps qu'aux garçons de Dixie ; mais pour que ses enfants ne soient pas élevés comme des « enfants d'Hollywood », il les faisait travailler dur dans un ranch à chaque vacances, au point qu'ils attendaient la rentrée scolaire avec impatience.

De ses sept enfants, Crosby eut quatorze petits-enfants.

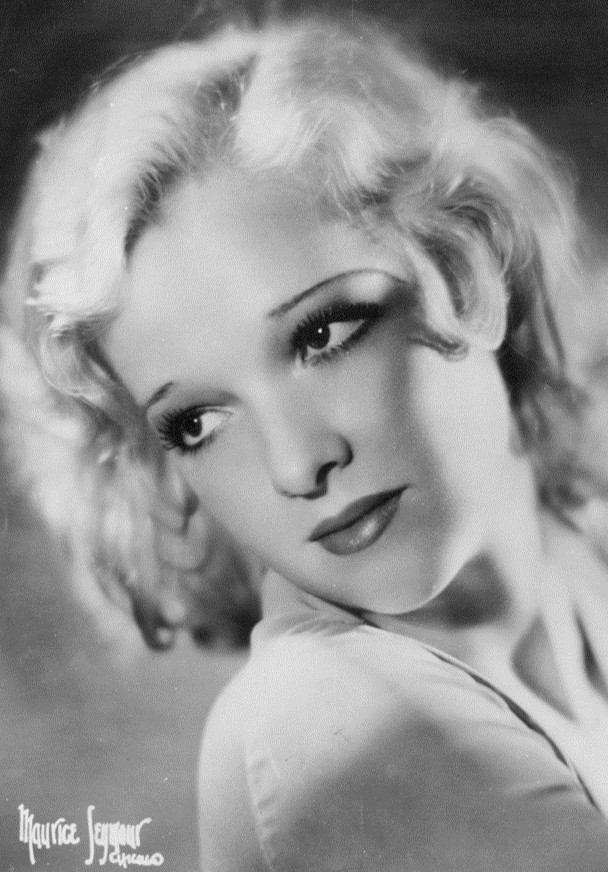
Dixie Lee, sa première épouse, 1935
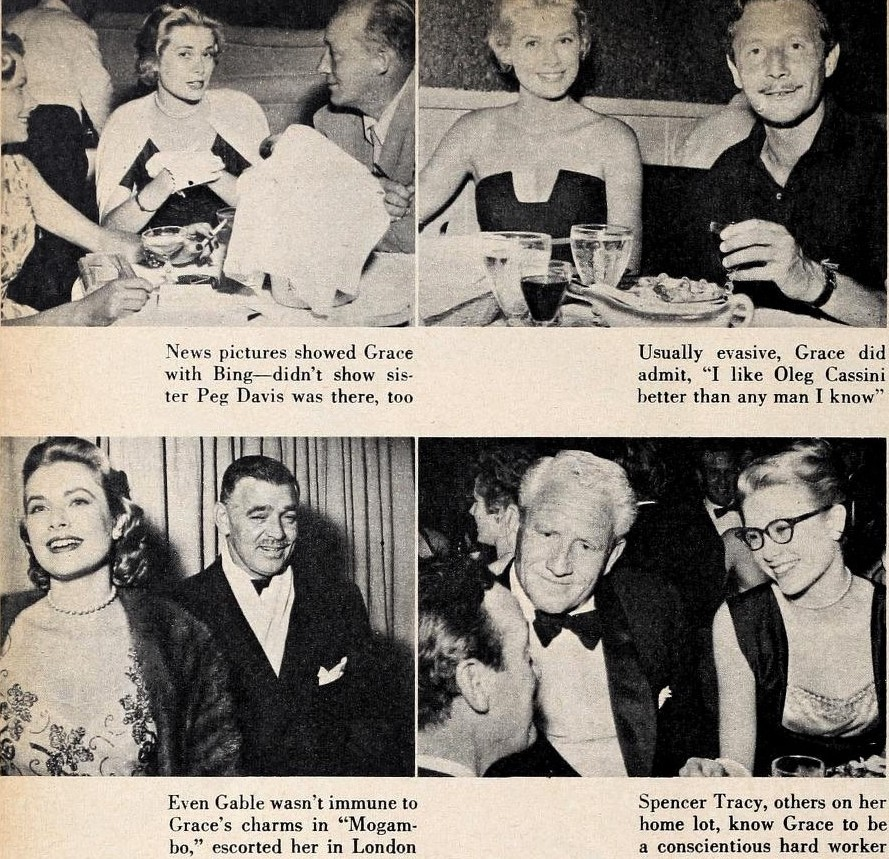
Grace Kelly avec Bing Crosby, Oleg Cassini, Clark Gable et Spencer Tracy, 1954
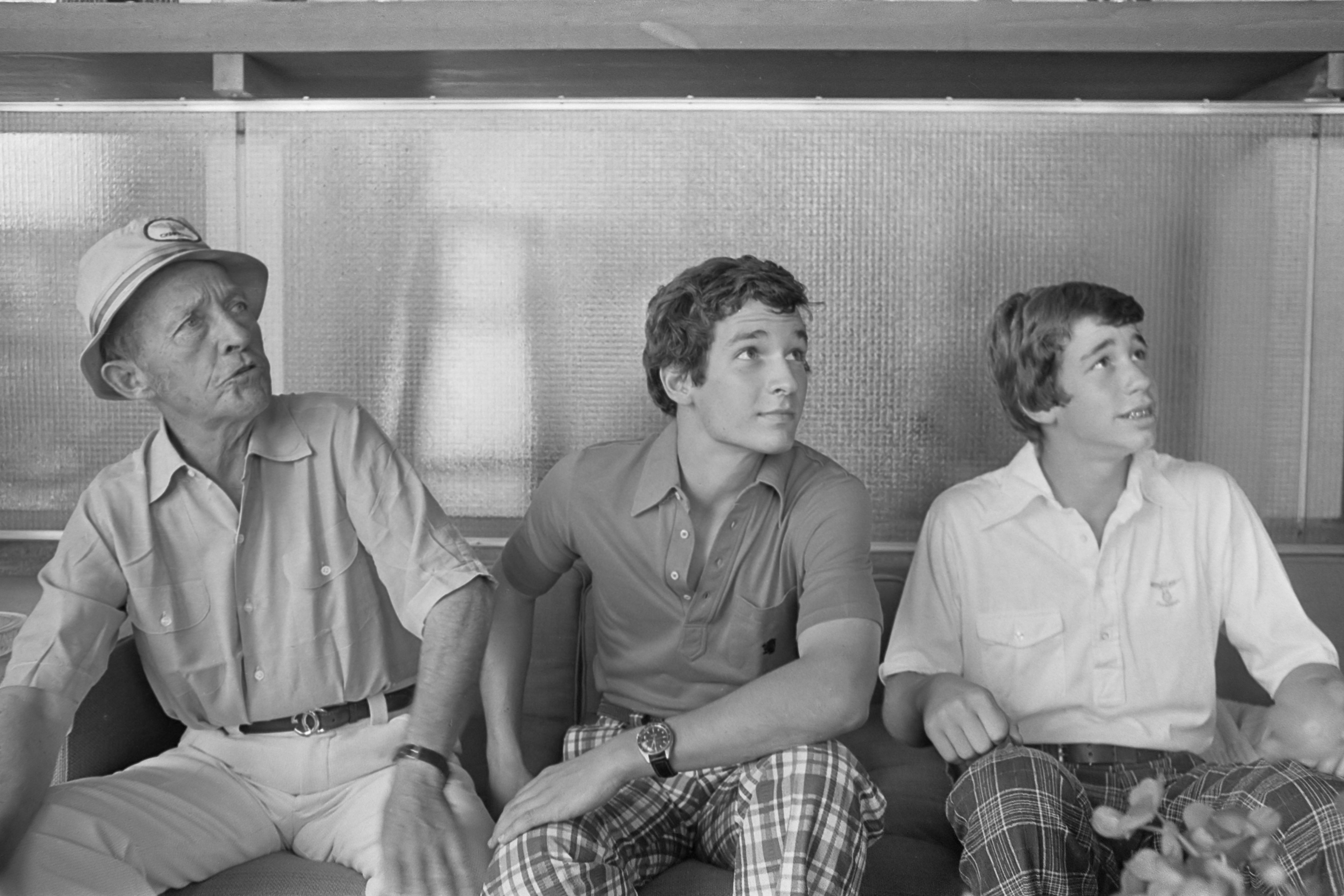
Bing, Harry et Nathan Crosby, 1975
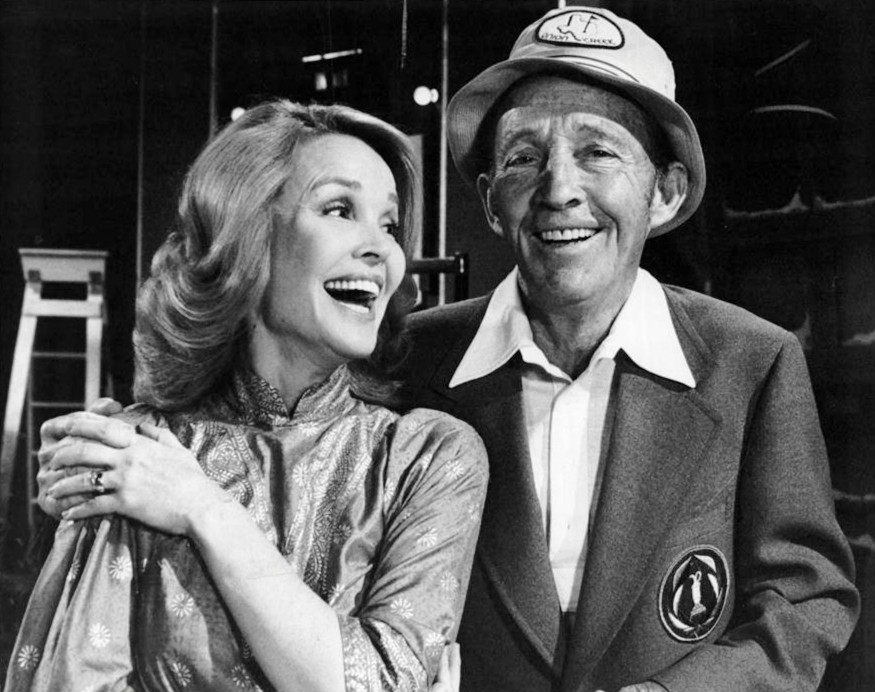
Bing et Kathryn Crosby, 1976

## Carrière professionnelle
La carrière professionnelle de Bing Crosby se partagea entre le cinéma, la comédie et la musique. Bing fut l'animateur de deux émissions de télévision et à la radio. Sa société de production Bing Crosby Enterprises aida beaucoup d'artistes de Rock'n'Roll à s'enregistrer pour un coût modique. Il popularisa l'utilisation du microphone auprès des chanteurs, grâce à laquelle il put mettre en valeur sa voix de crooner.

### Musicien
Alors étudiant à l'université Gonzaga, il fait partie d'un groupe musical, les Musicaladers. Bien que Bing aime ses cours, il s'intéresse de plus en plus au piano, à la batterie et à ses chansons. Il rêve d'une carrière à Hollywood. Il joue dans un groupe nommé The Juicy Seven mais il sent que ce groupe ne prend pas la musique avec le même sérieux que lui. Cela l'incite à rejoindre le groupe des Musicaladers qui comprenait Al Rinker et 6 autres membres. Bing y joue de la batterie et y chante, notamment Pretty Little Blue Eyed Sally et The End of the Road, deux chansons composées par Fred Waring. Ce groupe se distinguait des autres groupes de l'époque par le fait que les membres ne savaient pas lire la musique, et jouaient toutes leurs chansons de mémoire. Le groupe était invité à jouer lors de fêtes d'écoles ou privées. Il devint célèbre à Spokane et aux alentours. Il fut influencé par quelques groupes tels que le Dixieland Jazz Band, les Memphis Five (en), et le Hotel Drake Orchestra. La plupart de leurs chansons étaient des modifications des chansons de ces groupes. Les Musicaladers ne faisaient que changer le tempo des chansons et modifiait les arrangements, par exemple en accélérant le tempo d'une chanson pour la rendre plus attrayante et plus moderne. Le groupe n'avait que trente chansons mais, grâce à ces astuces, il semble que leur auditoire ne se soit jamais rendu compte de la petite taille de leur répertoire.
Durant sa deuxième année d'université, le groupe de Bing Crosby est repéré par Roy Boomer, le gérant de la salle de spectacle Clemmer de Spokane. Boomer est surtout intéressé par le talent de Bing Crosby et de son ami Al Rinker, et quand les membres des Musicaladers commencent à quitter le groupe, Rinker et Bing décident de jouer sous la direction de Roy Boomer. Grâce à Boomer, Bing commence à se produire sur scène : Boomer écrivait les chansons que Rinker et Bing chantaient.
En 1925, Bing quitte Spokane pour aller vivre avec son frère et Al Rinker à Hollywood. Les deux musiciens font plusieurs passages au café Tent puis avec Fanchon et Marco qui organisaient des spectacles musicaux à travers la Californie. Après avoir été engagés par Fanchon et Marco, ils se produisent dans 35 salles de spectacle dans cet état. Bing et Al aimaient bien improviser pendant leurs spectacles en ajoutant des sons différents, et Bing commença à jouer du kazoo dans une canette en aluminium durant un concert à l'université de Californie. Le public apprécia ce nouveau son à cause de son originalité, et Bing et Al devinrent de plus en plus populaires.
Leurs prestations, qui duraient généralement 40 minutes, étaient très variées. On y trouvait des animaux, des acrobates, des danseuses, du trampoline et divers styles de musique comme le tango ou le swing. Cette originalité contribua au succès croissant de Bing et Al. Bing et Al étaient contents : le public les adorait, ils avaient un bon contrat avec des producteurs qui avaient une très bonne réputation à Hollywood et ils gagnaient entre 200 $ et 300 $ à chaque semaine, ce qui était beaucoup pour les années 1920.

#### Avec Paul Whiteman
Un soir, alors que Bing et Al se produisaient au Metropolitan à San Francisco, Paul Whiteman qui les écoutait décida de les embaucher. Paul était un chef d'orchestre de jazz connu, on l'appelait le « roi du jazz ». Il engagea Bing et Al pour chanter avec son orchestre à Chicago et à New York. Il est important de noter que, bien que les spectacles de Bing et Al aient été bien reçus en Californie et à Chicago, les citoyens de New York ne montraient pas le même intérêt pour cette musique éclectique. Donc, au lieu de continuer leurs prestations en duo, Bing et Al rejoignirent la chorale de Whiteman. Mais Bing ne voulait pas passer le reste de sa carrière noyé dans la masse d'une chorale. Pour retrouver du succès, Whiteman suggéra à Bing de commencer à se produire en solo, avec un accompagnement musical mais sans Al Rinker, ce qu'il fit. Ses premières chansons solos connues furent Ol' Man River en 1928 et Make Believe.

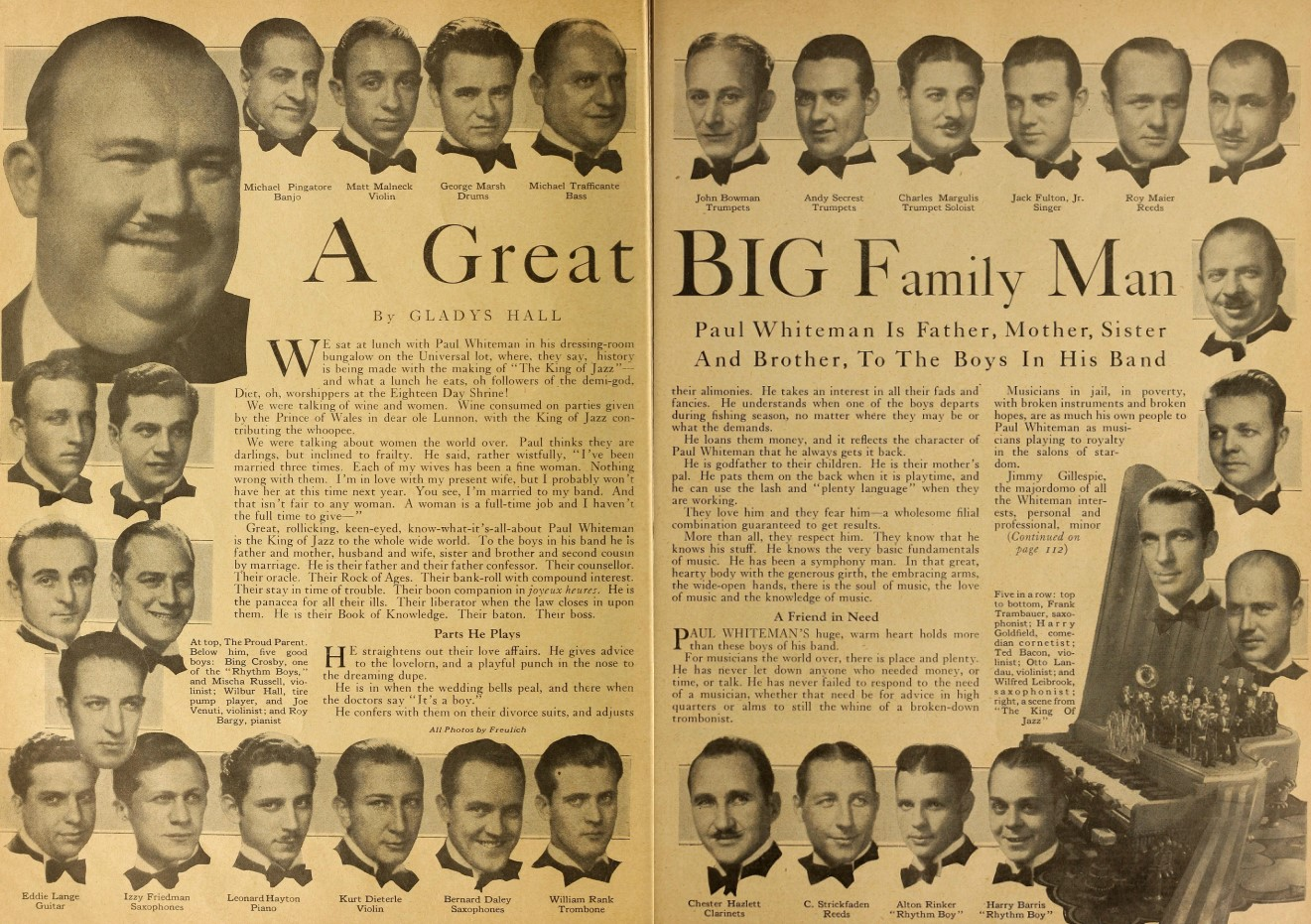
Membres de l'orchestre de Paul Whiteman où figure Bing Crosby en tant que Rhythm Boy, juin 1930

En 1927, Bing et Al rencontrent Harry Barris, pianiste, chanteur et compositeur qui aidera beaucoup à former un nouveau groupe et à écrire la plupart de ses chansons. Whiteman s'impliqua beaucoup dans le succès de Barris, Crosby et Rinker. En 1925, le nouveau groupe prend le nom de Rhythm Boys. Après avoir interprété pendant longtemps ses chansons sous la direction de Paul Whiteman, le groupe commence à composer ses propres musiques. Leur première chanson fut Mississippi Mud, et a connu un grand succès à Chicago et à Seattle.
Les Rhythm Boys apparurent dans le film The Jazz King, un film à propos de Paul Whiteman, en 1930, et il se peut que cette apparition dans un film majeur ait incité, plus tard, Bing à lancer sa carrière comme acteur et présentateur à la radio. La même année, Bing et son groupe enregistrent la chanson Reaching for the Moon, popularisant encore davantage la voix de Bing. La popularité des Rhythm Boys était si grande, en partie à cause du timbre de la voix de Bing, que d'autres artistes importants dans l'industrie musicale cherchent à enregistrer des chansons avec eux. On y trouve des vedettes comme Tommy Dorsey, Jack Teagarden, Jimmy Dorsey, et Eddie Lang.

#### Autres collaborations

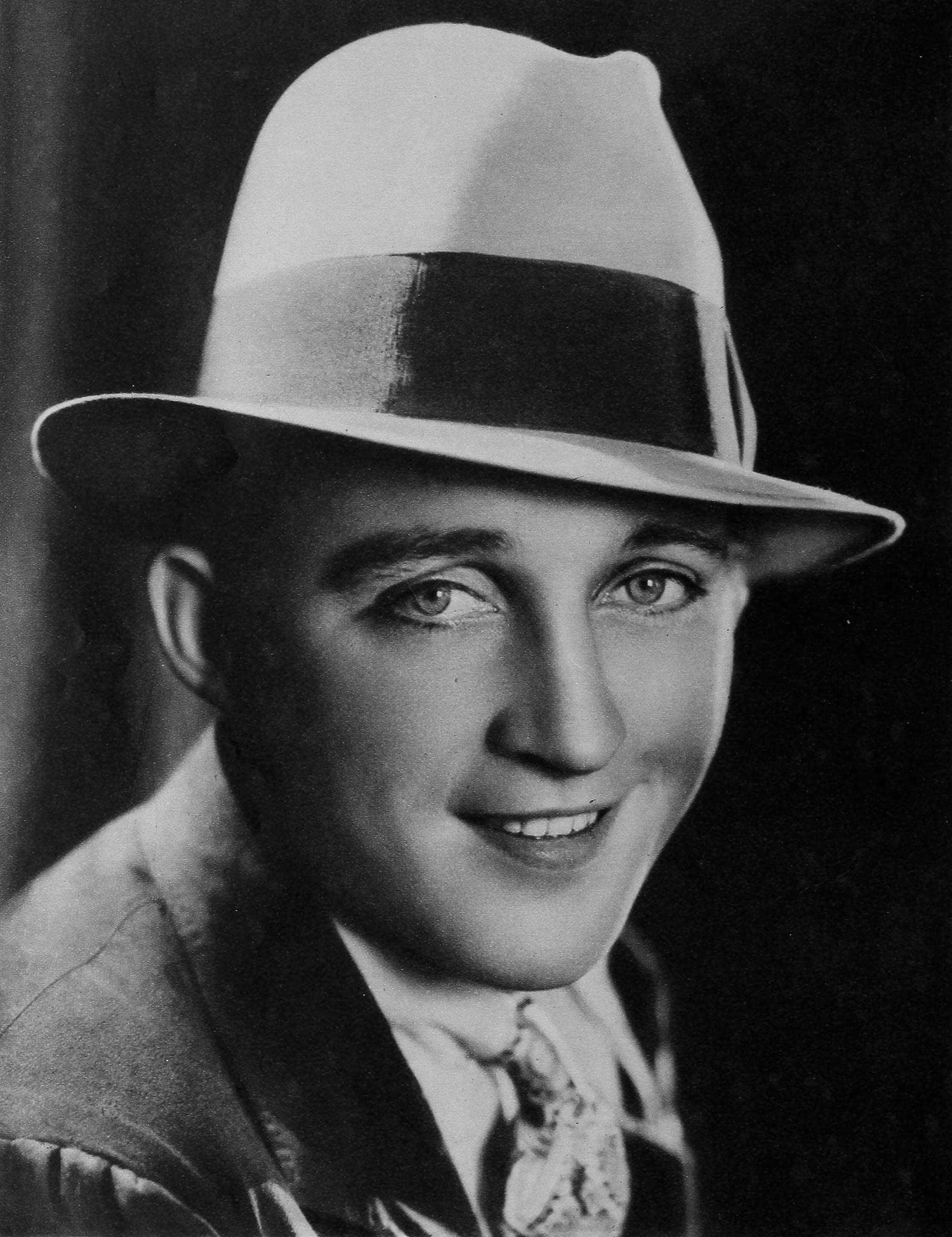
Bing Crosby en 1932

En raison de certains problèmes d'alcool, les Rhythm Boys quittent Paul Whiteman pour travailler avec le producteur moins connu Gus Arnheim. Celui-ci adjoint au groupe la chanteuse Loyce Whiteman et le chanteur ténor Donald Novis. En 1930, les Rhythm Boys alors sous contrat chez Brunswick Records, enregistrent le disque Three Little Words avec l’orchestre big band de Duke Ellington, et se griment en Noirs lors des prestations publiques avec le jazzman. C'est à ce moment-là que la carrière solo de Bing mûrit. Des quatre chanteurs, Crosby était le plus à même d'assurer le succès du groupe. Il voulait vraiment changer la façon dont on percevait la musique par sa manière dite « crooner » de chanter. Quelque temps après, Bing commence à jouer des comédies avec Bob Hope et sa contribution au groupe diminue de façon significative. Finalement Bing quitte les Rhythm Boys pour se lancer dans une carrière solo.
En septembre 1977, Bing décide d'enregistrer quelques chansons avec un jeune musicien, David Bowie. Après seulement trois répétitions, les deux chanteurs enregistrent Little Drummer Boy, et plus tard, Peace on Earth. En 1982, Little Drummer Boy devient numéro 3 au hit-parade en Grande-Bretagne. Plus tard, Bowie apparaît sur le programme de Noël de Bing Crosby, et c’est en partie grâce à cette émission que Bowie acquiert une certaine notoriété aux États-Unis auprès d'un public qui n'est habituellement pas le sien.

#### Succès et style
Dans le groupe dirigé par Gus Arnheim, la voix de Bing devient prépondérante, et il finit par être le chanteur principal du groupe. Sa voix est tellement populaire qu'au début des années 1930, 10 chansons du « Top 30 » étaient chantées par Bing Crosby. En 1939, Bing en comptait 24. À cette date, ses chansons avaient généré 9 millions de dollars de gains, grâce notamment à 23 chansons disques d'or et de platine. En 1962, Bing reçoit la récompense Grammy Award de la Réussite.

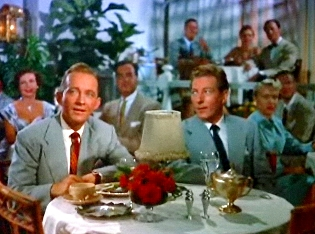
Bing Crosby et Danny Kaye dans Noël blanc (1954).

Sa chanson la plus populaire est White Christmas, composée en 1941 par Irving Berlin,. Il la chante la première fois à la radio NBC, le jour du Noël 1941, soit quelques jours seulement après l’entrée en guerre des États-Unis. Il l'enregistre en 1942 après avoir quitté le groupe de Gus Arnheim et la chante dans le film Holiday Inn. Cette chanson reste numéro un au hit-parade pendant onze semaines. Elle demeure la chanson la plus vendue au monde selon le Livre Guinness des records, qui estime ses ventes à 50 millions. Plus de 400 chanteurs populaires l'interpréteront à travers le monde après lui,,.
Outre l'argent et le succès, les chansons de Bing lui permirent de gagner aussi des récompenses fameuses. Sweet Leilani (1937), White Christmas (1942), Swinging on a Star (1944) et In the cool, cool, cool evening (1951) lui valurent 4 Oscars, dont trois pour lesquels il chantait lui-même dans les films.
Pendant la Deuxième guerre, avec d’autres stars du cinéma il participe au Hollywood Victory Caravan (en), en 1942, une tournée en train de deux semaines à travers les États-Unis, destinée à récolter des fonds pour le soutien à l'effort de guerre.
Le style de Bing Crosby est un mélange de Tin Pan Alley et de swing. Il met l'accent sur le message de ses paroles, plutôt que sur la musique instrumentale. Il présente un style de chant très simple, en imitant surtout la qualité lisse et pianissimo du registre baryton. Sa voix basse et douce lui permettait d'atteindre des notes très basses comme le mi bémol bas.
Son style fut aussi influencé par son utilisation du microphone. Bing utilisait le microphone pour créer le son unique de crooner dans sa voix. Il fallait qu'il chante doucement dans les microphones — alors fragiles — pour éviter de saturer le son ou même de casser les microphones. Il fallait donc utiliser des sons bas et lisses.

#### Influence

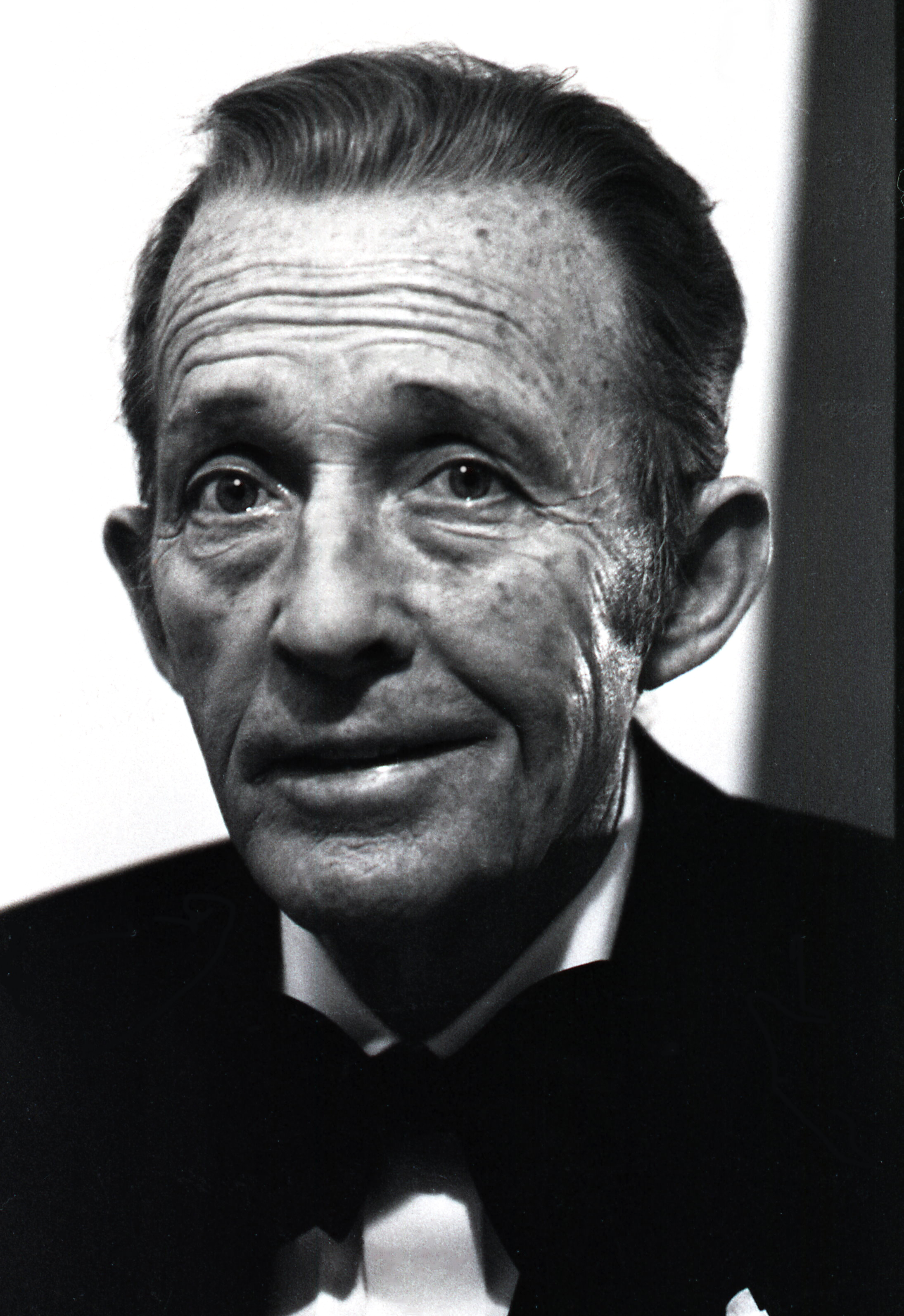
Photographie de Bing Crosby prise par Allan Warren en 1977.

Le style original de Bing Crosby inspira plusieurs chanteurs bien connus tels Perry Como et Frank Sinatra. Il avait développé un style d’enregistrement très simple et peu cher, qui sera utilisé par des groupes de rock et de blues (voir la section « Influence technologique »).
Little Richard et John Lennon furent inspirés par la musique de Bing. Little Richard voulait utiliser le microphone de la même façon que Bing, en douceur et en utilisant des notes lisses. John Lennon écrivit la chanson Please Please Me après avoir entendu la chanson Please chantée par Bing Crosby. Il était très intrigué par les paroles de cette chanson et voulait que les paroles de sa chanson aient autant d'importance que Bing en avait donné aux siennes dans sa chanson. Lennon était tellement passionné par la musique de Bing qu’il avait plusieurs caisses de disques de Bing dans son appartement de New York. Avant d'être célèbres à travers le monde, les Beatles avaient chanté une version de la chanson Red Sails in the Sunset de Bing Crosby.
Bob Dylan dit un jour que l’on ne pouvait pas trouver de meilleures paroles que dans les chansons de Bing Crosby.

#### Discographie

##### Titresno1
- Only Forever — no 1 US octobre-décembre 1941
- White Christmas — no 1 US novembre 1942-janvier 1943
- Sunday, Monday or Always — no 1 US septembre-octobre 1943
- I Love You — no 1 US mai-juin 1944
- I'll Be Seeing You — no 1 US juillet 1944
- Swinging on a Star — no 1 US août-septembre 1944
- Don't Fence Me In, avec The Andrews Sisters — no 1 US décembre 1944-février 1945
- It's Been a Long, Long Time, avec Les Paul — no 1 US le 8 décembre 1945
- I Can't Begin to Tell You, avec Carmen Cavallaro — no 1 US le 19 janvier 1946

Pochettes
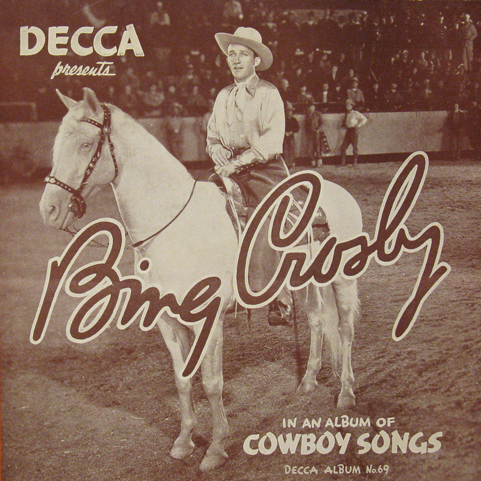
Cowboy Songs, 1939
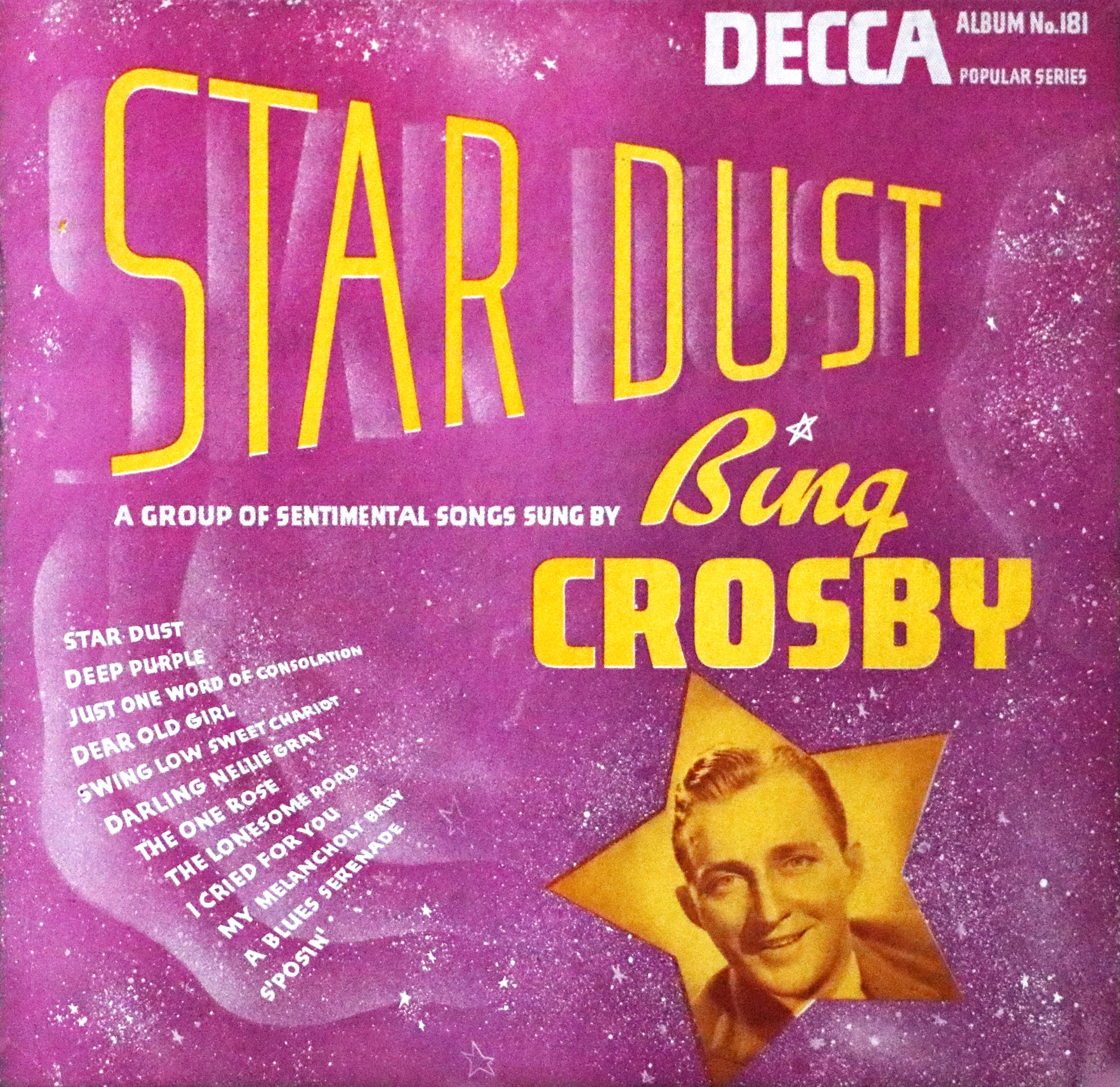
Star Dust, 1940
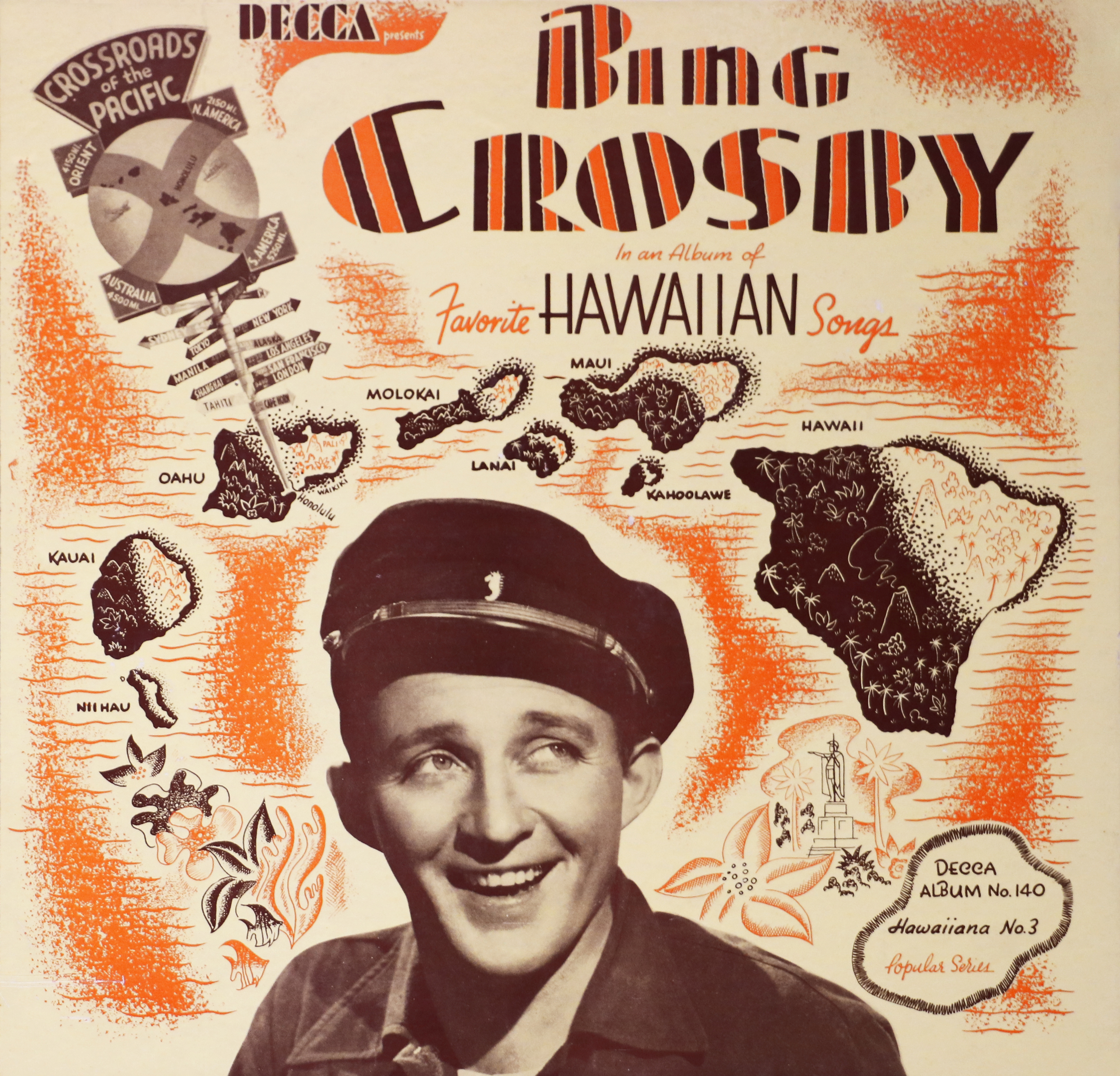
Favorite Hawaiian Songs, 1940
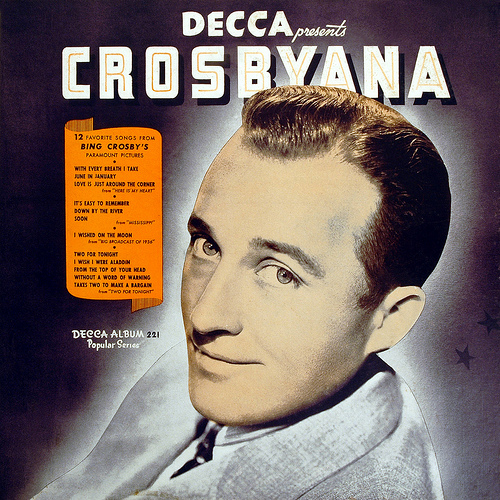
Crosbyana, 1941
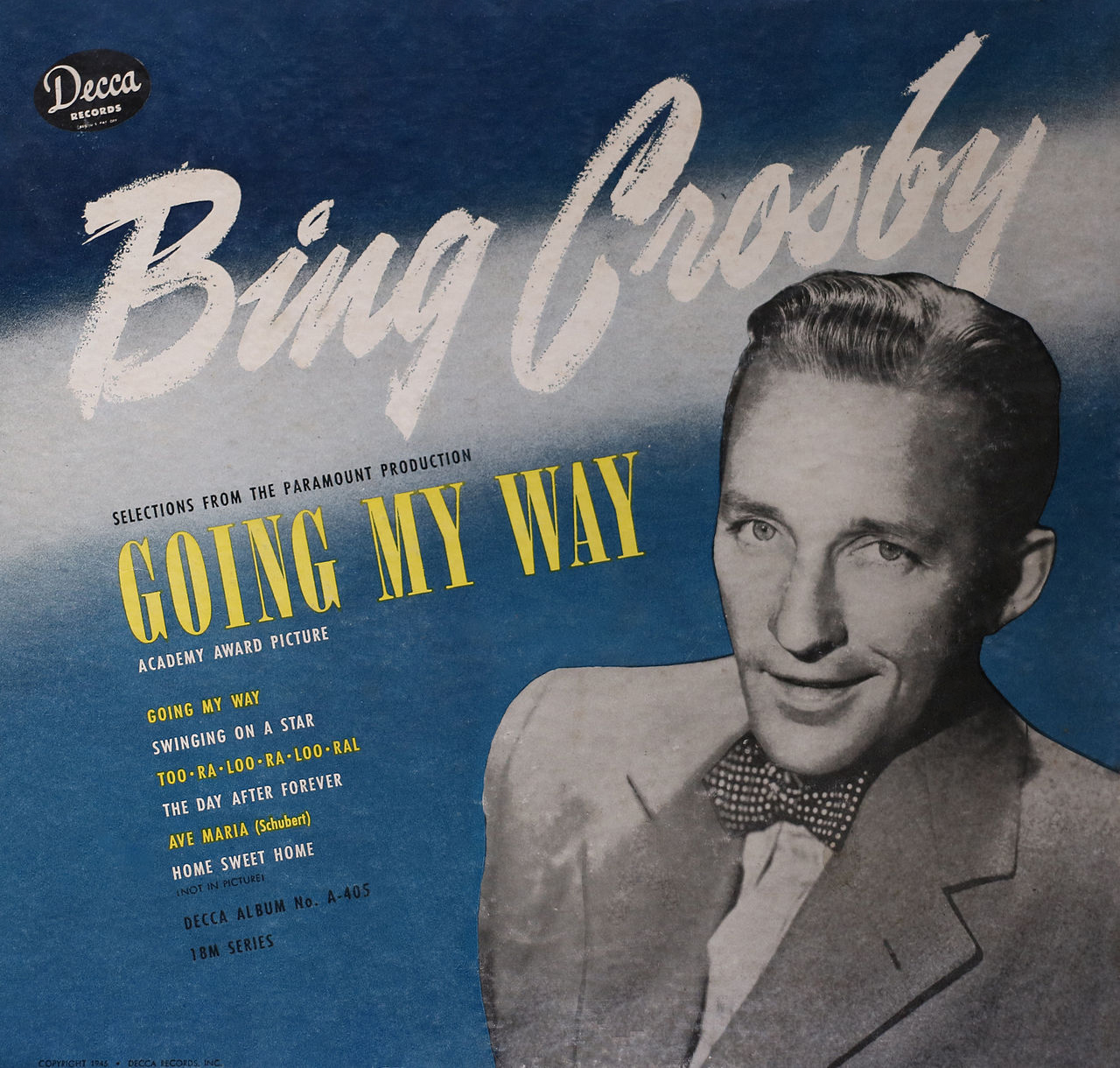
Going My Way, 1945
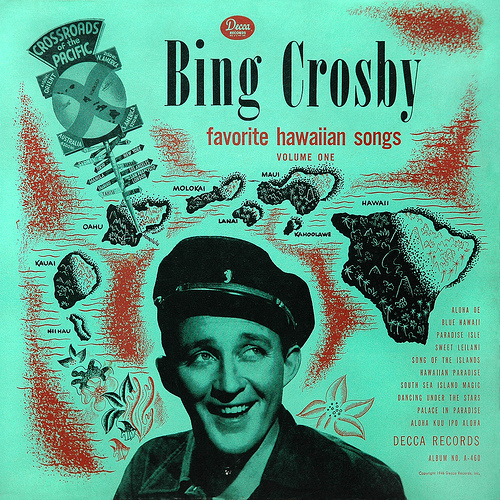
Favorite Hawaiian Songs, vol. 1, 1946
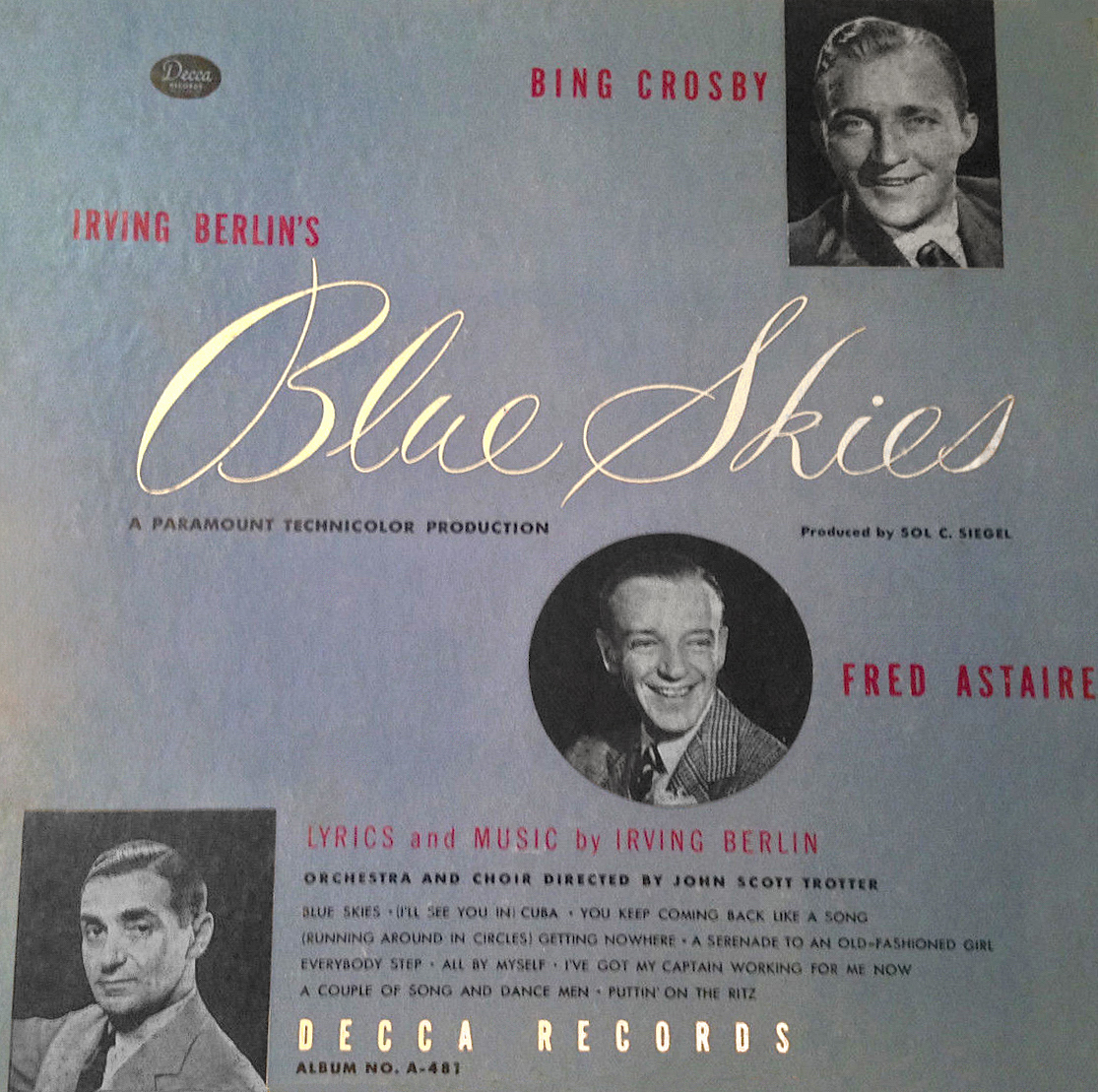
Blue Skies, 1946
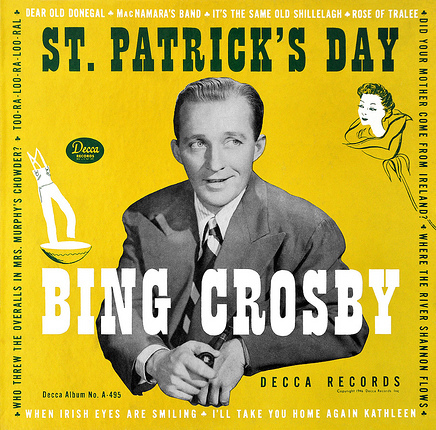
St. Patrick's Day, 1947
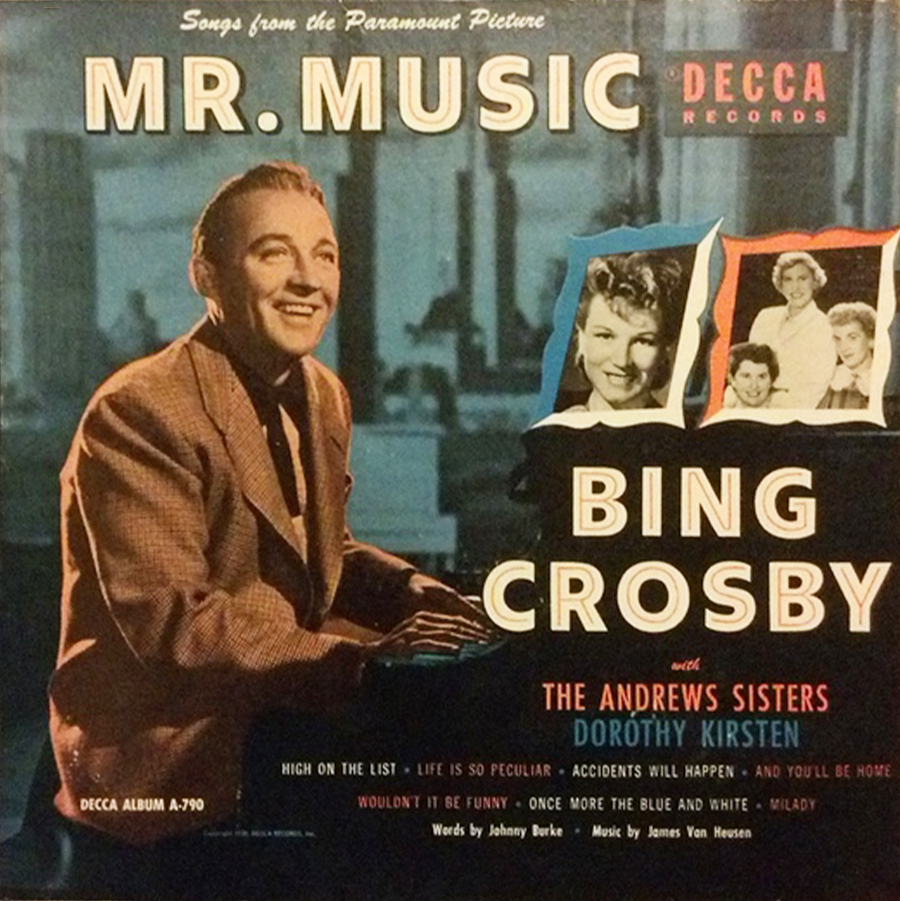
Mr. Music, 1950
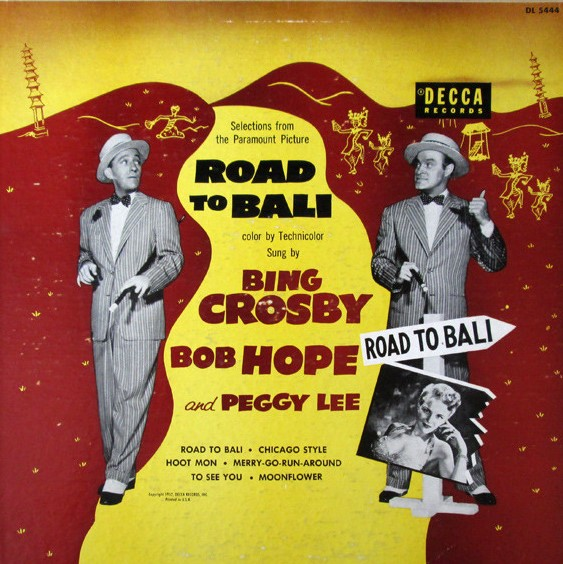
Road to Bali, 1952
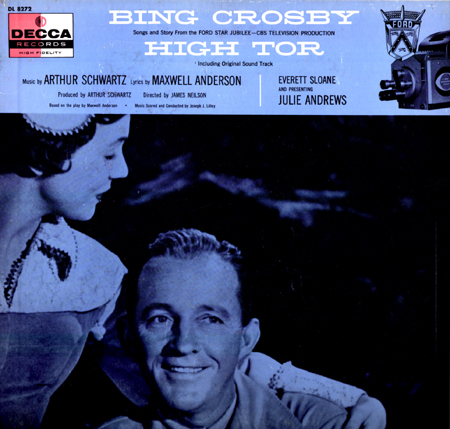
High Tor, 1956

### Influence technologique

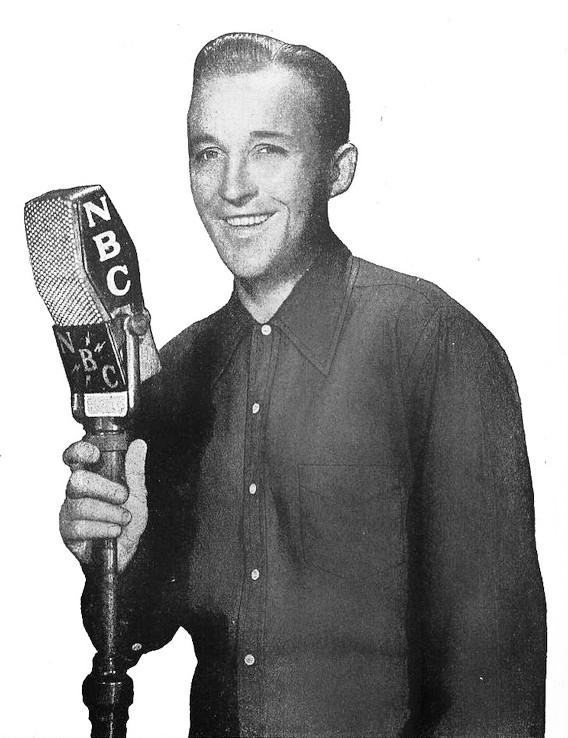
Bing Crosby au micro de la NBC, 1945

Bing Crosby investit des sommes importantes pour le développement des enregistrements à bande magnétique multipistes. Ils furent mis au point par Lester William Polfus, le père de la guitare Gibson Les Paul, et furent commercialisés sous la marque Ampex[réf. à confirmer].
Durant l’ère de Bing Crosby, on commençait à utiliser de plus en plus les cassettes audio. Son émission sur ABC fut la première émission de radio à être enregistrée. Bing s’intéressa beaucoup au potentiel offert par les cassettes audios et magnétiques. Cet intérêt était principalement dû au fait que Bing n’était pas satisfait de la qualité d’enregistrement de sa voix et lors de ses émissions. Il devait répéter chaque émission qu’il animait deux fois, une fois pour la côte ouest des États-Unis puis une autre fois pour la côte est. La compagnie Ampex, financée partiellement par Bing Crosby, innova en matière de radio en imposant l'utilisation de ces cassettes aux stations NBC et CBS[réf. à confirmer], ce qui révolutionna la production des émissions radiophoniques.
Son influence technologique la plus marquante fut probablement son utilisation intensive du microphone. Il l’utilisait pour générer un son lent, bas, doux, et très reposant – son qu'il avoua n'avoir pu créer que grâce à cet outil. On observe la même sorte d’influence dans la musique d’Elvis Presley, dont la manière de chanter était aussi une combinaison de la voix et du microphone[style à revoir]. Bing Crosby popularisa aussi les enregistrements « LP » (Long Playing, en français : « longue durée »), à l'origine de la popularisation des disques vinyles 33 tours, principaux vecteurs de diffusion de la musique jusqu'à l'arrivée des CD audio.
Au début des années 1950, pour la télévision américaine dont il produit et présente régulièrement des émissions, il finance et aide à élaborer avec son ingénieur Jack Mullin, le premier magnétoscope à bande professionnel, commercialisé dès novembre 1953 sous la marque Ampex et la référence VTR-1000;l'acronyme signifiant « Video Tape Recorder » soit littéralement : enregistreur vidéo sur bande. L'image est en noir et blanc mais le dispositif sera ultérieurement adapté au standard américain couleur NTSC ainsi qu'aux formats européens de télévision comme le 819 lignes noir et blanc puis les standards Sécam et PAL.

### Acteur

#### Les comédies de Crosby et Hope

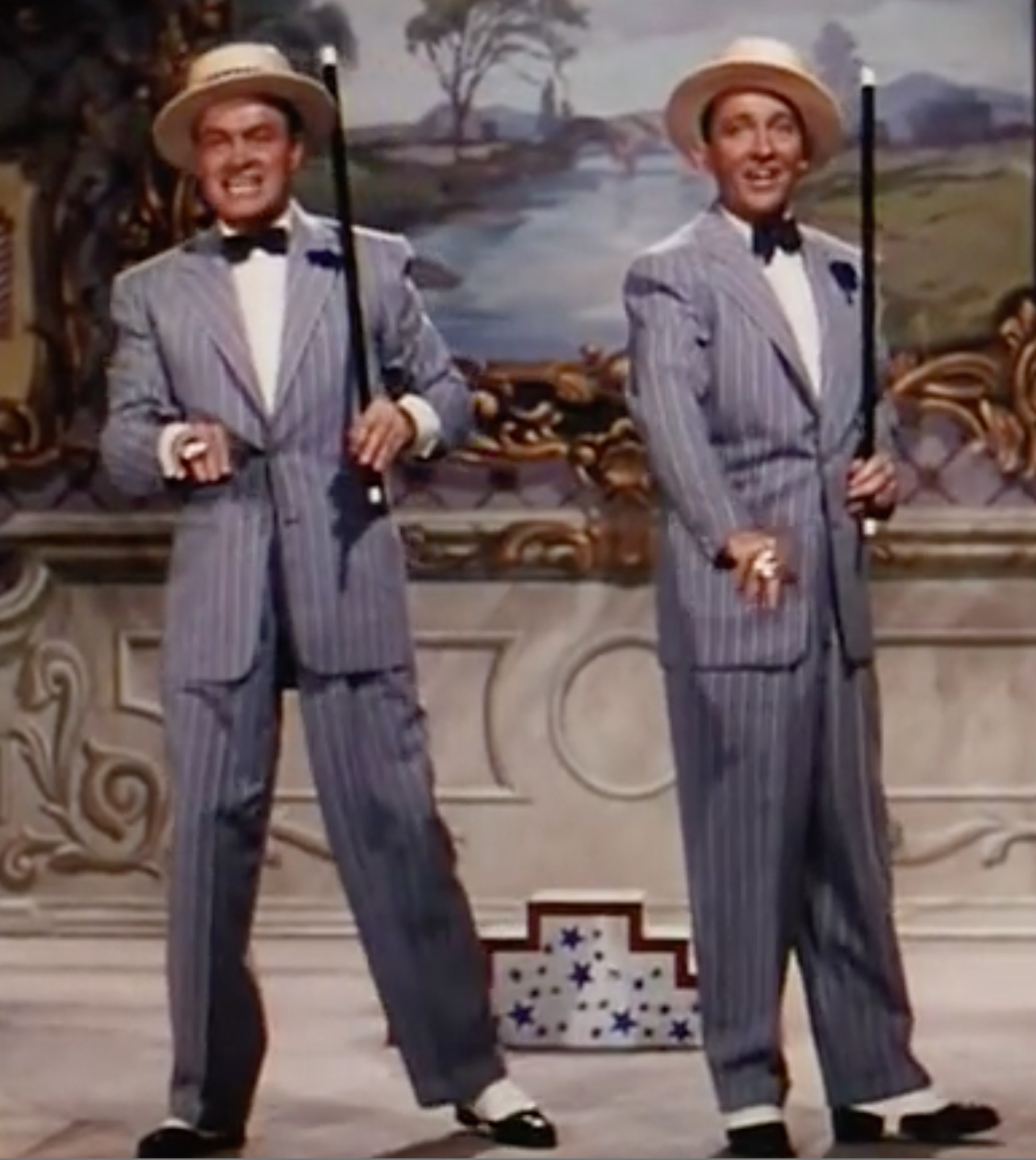
Bob Hope et Bing Crosby dans En route vers Bali (1952)

Bing Crosby et Bob Hope firent leurs premiers pas ensemble dans un vaudeville au théâtre Capitol à New York en 1932. La combinaison de l’humour physique de Hope et du caractère nonchalant de Crosby fit d'eux un tandem parfait pour des pièces de comédie. Dans leurs spectacles musicaux, Crosby jouait les romantiques. Comparé à Hope, il était le personnage très suave et celui qui séduisait souvent les femmes du quartier.
Entre 1940 et 1962, Hope et Crosby produisirent sept films, dont les titres des versions américaines commencent par Road to : En route vers Singapour, En route vers Zanzibar, En route vers le Maroc, En route vers l'Alaska (Road to Utopia), En route vers Rio, En route vers Bali et Astronautes malgré eux (The Road to Hong Kong), tous avec Dorothy Lamour (bien que laissant le rôle principal à Joan Collins dans The Road to Hong Kong). Les personnages de Hope et de Crosby à la télévision et à la radio étaient des hommes très vulnérables à l’amour, qui cherchaient constamment à avoir plus d’argent, des femmes plus belles, et qui se disputaient souvent l’amour d’une femme. Ils démontraient aussi un talent certain à échapper à la police. Ces deux personnages furent souvent comparés aux personnages de Le Grand Escroc d'Herman Melville et de Huckleberry Finn de Mark Twain.

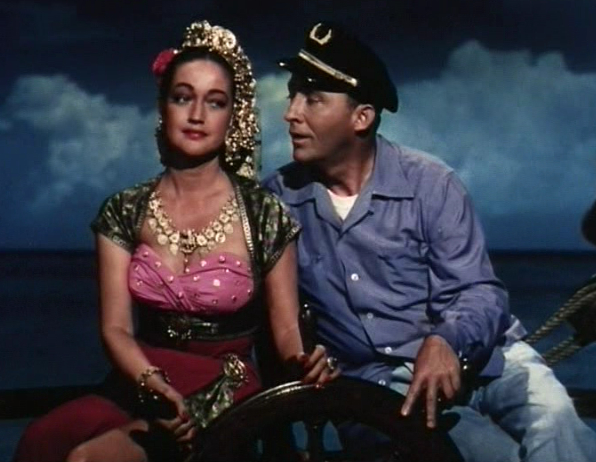
Dorothy Lamour et Bing Crosby dans En route vers Bali (1954)

Avant les années 1940, la plupart des sujets de comédies américaines portaient sur les immigrants et les différentes ethnies qui s'implantaient peu à peu aux États-Unis. Après les années 1940, le public recherchait des sujets plus modernes et originaux, et c’est exactement ce que Crosby et Hope leur donnèrent. Les deux comédiens mettaient en valeur les comportements typiquement américains tels la recherche de la richesse, des femmes, et du rang social, et se moquaient de toutes sortes de traditions et d’habitudes, tels les préjugés et le comportement des Américains quand ils voyageaient à l'étranger.
Quand Crosby commença à monter des spectacles avec Hope vers les années 1940, il était déjà le musicien le plus célèbre aux États-Unis. Ses admirateurs venaient voir ses spectacles non seulement pour l'acteur mais aussi pour le chanteur. Dans ces spectacles de vaudeville, il chantait souvent des ballades qui racontaient l’histoire-type d’un Américain patriote. Crosby exécutait aussi des numéros de jazz dansés, tel que We’re off on the Road to Morocco. Bien que Crosby ait joué dans des films très différents, son personnage le plus marquant reste celui qu'il incarne dans les « Road to ».

#### Paramount

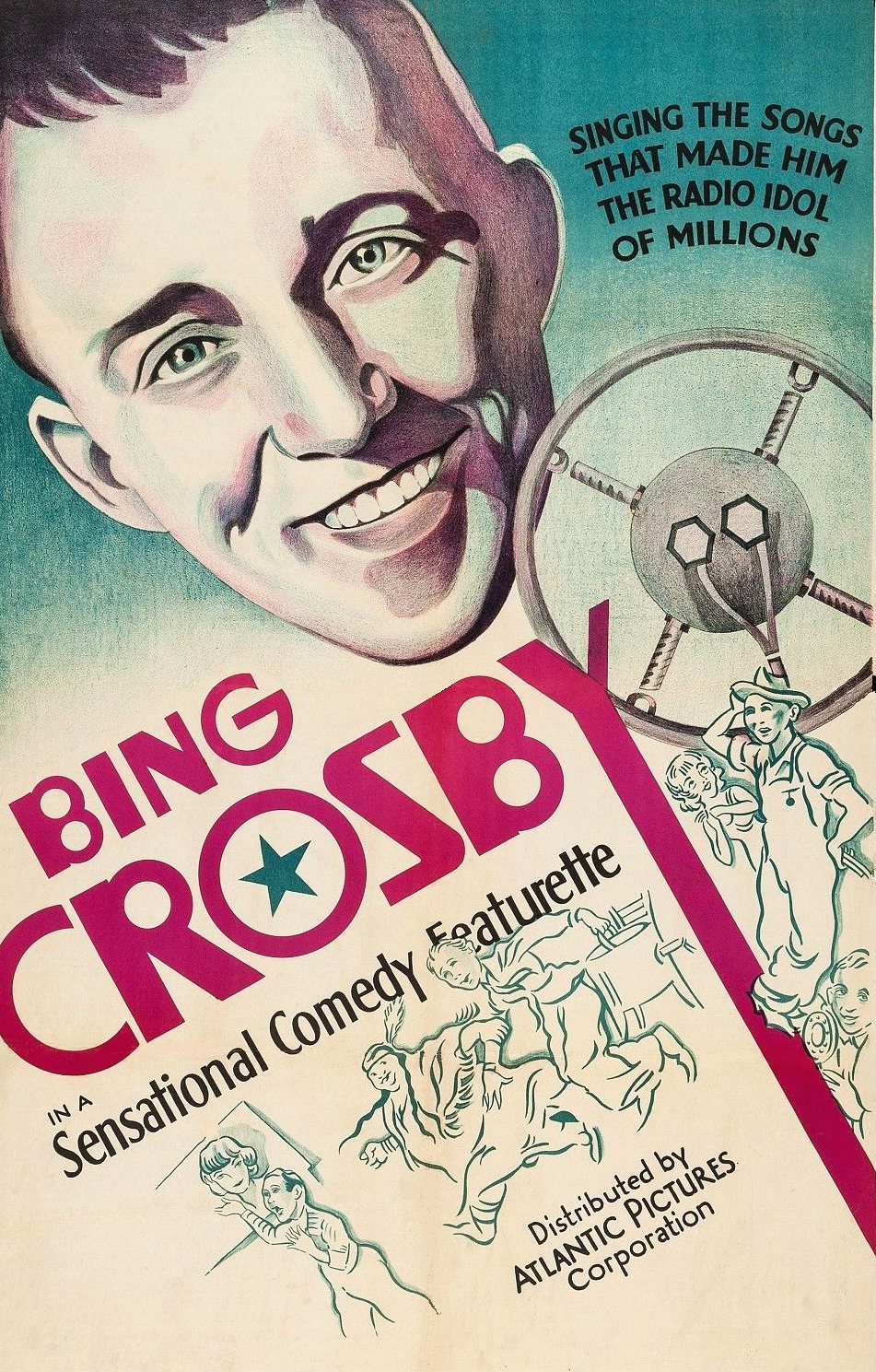
Poster pour le film Sing, Bing Sing, 1932

Les studios de cinéma, durant les années 1930, faisaient la réputation et la carrière des acteurs qu’ils engageaient. Par exemple, des acteurs comme Judy Garland et Gene Kelly n’auraient jamais connu le succès qui fut le leur sans leur promotion par les studios MGM. La même chose se produisit avec Bing Crosby. Au début de sa carrière, il fut engagé par les studios Universal, mais il ne tourna que deux films avec ces studios avant de signer un contrat avec la Paramount.
Au début, les studios Paramount ne produisaient que des films muets ou sans musique. Au début des années 1930, une nouvelle ère commença dans l’industrie des films, la Paramount fut un des premiers studios à mélanger musique et comédie, ce qui allait donner les comédies musicales. Malgré les craintes de plusieurs directeurs et acteurs, les chansons aidèrent à faire avancer l’intrigue du film, au lieu de la ralentir. Les chansons amélioraient l’intrigue et donnaient souvent plus d’information à propos des acteurs. La première comédie musicale réalisée par la Paramount s’appelait Les Innocents de Paris, et c’est grâce au succès de ce film que la Paramount décida de continuer à produire ce nouveau genre cinématographique.
Le problème majeur avec Bing au cinéma était qu’il avait tendance à penser qu'il était l’acteur principal de chacun de ses films et que les gens l’aimaient plus que les autres acteurs. Ceci était dû à l’immense succès de Bing dans l’industrie musicale durant toute sa carrière. Bien qu'il lui ait fallu quelques années pour accepter son manque d'envergure dans l’industrie du cinéma, Bing réussit à devenir un des acteurs les plus populaires du XXe siècle.
En 1932, la Paramount engagea Bing, et on vit rapidement que son image d’homme paresseux et nonchalant lui demeurait collée dans ses films. En revanche, son grand succès musical l'aida à attirer un vaste public dans les salles, ce que ses directeurs et la Paramount adoraient. Sa conversion de musicien en acteur devait être progressive pour qu’il maintienne son audience musicale.

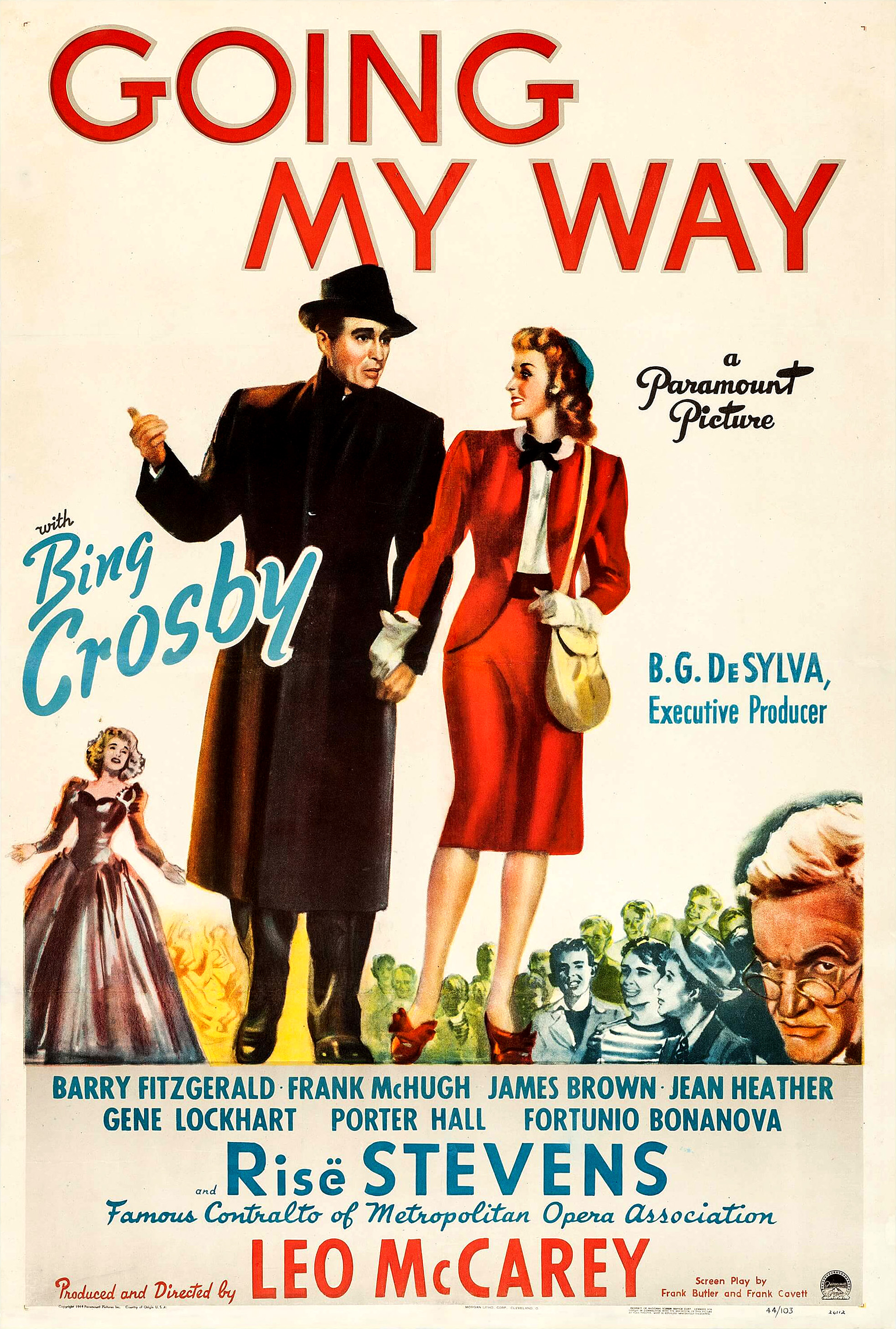
Poster du film Going My Way, 1944

Le thème de la majorité des films de Bing Crosby était l’amour triomphant des frontières de classes sociales américaines. Bing jouait un homme pauvre s'éprenant d'une fille riche ou lui inspirant de l'amour. On peut voir ce thème dans Café Society et Midnight, deux films sortis en 1939. Mais ce qui dominait dans ses films était son caractère paresseux. Bing jouait toujours quelqu’un de très charmeur et sans souci : le personnage qu’il montrait dans ses spectacles musicaux aussi. La Paramount ne voulait vraiment pas perdre son audience à cause du personnage un peu alcoolique et qui faisait le minimum de travail dans ses films.
Peu à peu, les rôles que la Paramount donna à Bing devinrent plus sérieux. En 1934, il fut le personnage principal dans Broadway Bill. En 1954, il joua Frank Elgin dans The Country Girl, un personnage alcoolique en train de remettre sa vie en ordre et qui essaie d'oublier son fils mort. Ce personnage représentait, d’une certaine manière, le côté sérieux de Bing que la Paramount voulait montrer au monde. Ils voulaient montrer que Bing était plus qu’un musicien comique et qu'il prenait son travail au sérieux.
En 1944, Bing joua le rôle du Père O’Malley dans La Route semée d'étoiles, un film qui fit sensation,. Ce film gagna 5 Oscars, dont ceux du meilleur acteur, décerné à Bing, du meilleur acteur secondaire, de la meilleure histoire originale, de la meilleure intrigue, et de la meilleure chanson (Swinging on a Star, chantée par Bing). Le nouveau personnage plus sérieux de Bing aida à diminuer la réputation d'alcoolique et d'obsédé par les femmes que Bing avait acquise au fil des années comme chanteur et comédien. Bien que sa réputation eût été changée par ses films plus sérieux, le caractère nonchalant de Bing lui resta associé tout au long de sa carrière, surtout dans ses films avec Bob Hope.

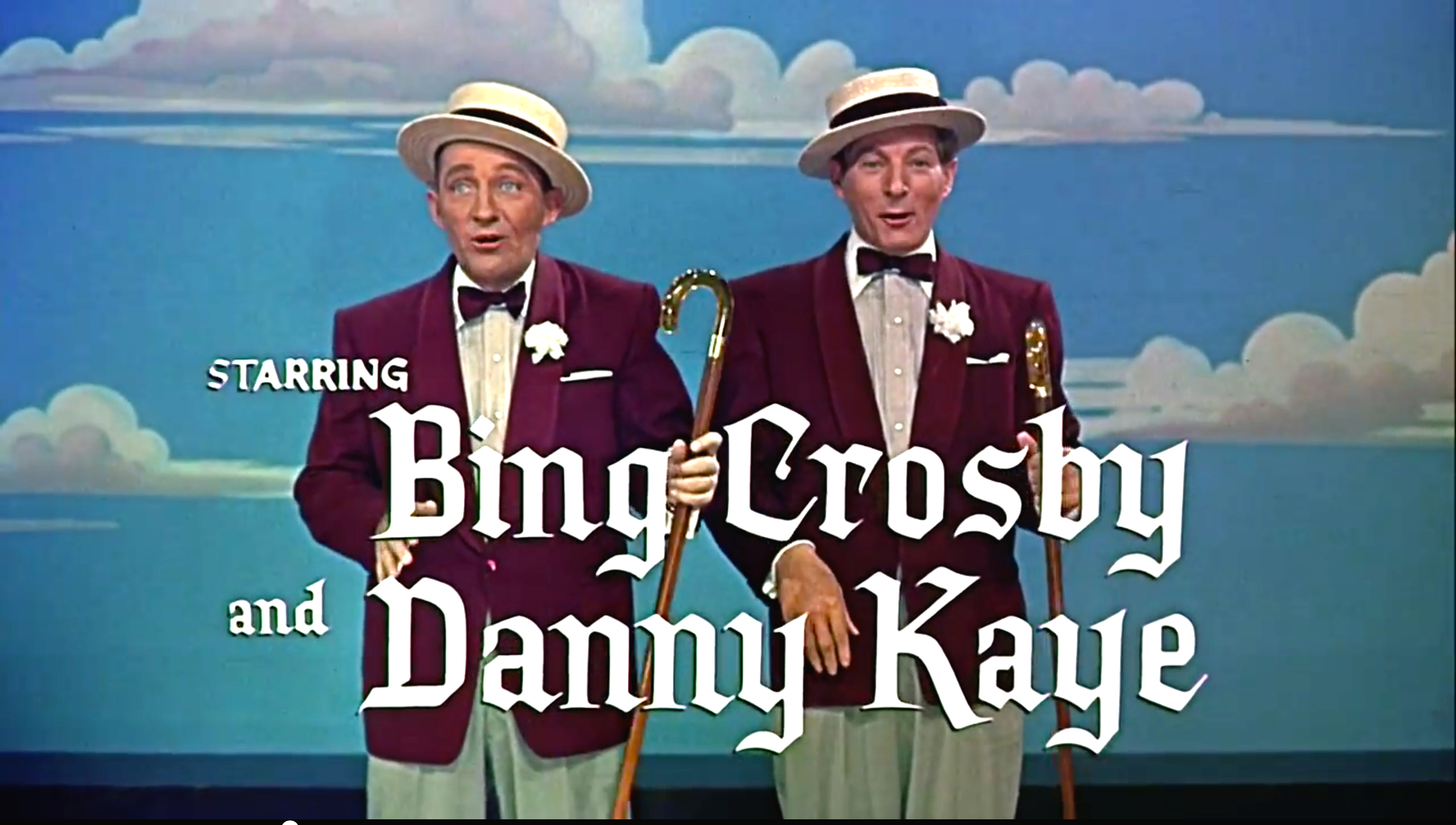
Bing Crosby et Danny Kaye dans White Christmas, 1954

Les Oscars obtenus par Bing incluaient aussi des chansons de films moins connus. Les chansons Sweet Leilani (1937), White Christmas (1942), et In the cool, cool, cool evening (1951) furent presque plus populaires que les films qu'elles illustraient.
Malgré le fait que la majorité des films de Bing étaient composés à moitié de comédie et à moitié de musique, Bing tourna quelques films entièrement musicaux durant sa carrière cinématographique. Ces films incluaient Dixie (1943), Blue Skies (1946), et le film bien connu White Christmas (1954), inspiré par la comédie-musicale Holiday Inn dans laquelle Bing chanta White Christmas.

#### Filmographie
Bing Crosby apparut dans plus de 70 films, qui globalement récoltèrent un total de plus d'un milliard de dollars.

##### Années 1930
- 1930 : La Féerie du jazz (King of Jazz) de John Murray Anderson : Un des Rhythm Boys
- 1930 : Two Plus Fours (en) de Ray McCarey : Un des Rhythm Boys
- 1930 : Pour décrocher la lune (Reaching for the Moon) d'Edmund Goulding : chanteur
- 1931 : Up for Murder de Monta Bell
- 1931 : Confessions of a Co-Ed (en) de David Burton et Dudley Murphy
- 1931 : I Surrender Dear (en) de Mack Sennett (court-métrage) : Bing Crosby
- 1931 : One More Chance de Mack Sennett : Bing Bangs
- 1932 : Dream House (en) de Del Lord (court-métrage) : Bing Fawcett, plombier
- 1932 : Billboard Girl (en) de Leslie Pearce (court-métrage) : Bing
- 1932 : The Big Broadcast de Frank Tuttle : Bing Crosby
- 1933 : Blue of the Night (en) de Leslie Pearce (court-métrage) : Bing Crosby, alias Jack Smith
- 1933 : Sing, Bing, Sing (en) de Babe Stafford (court-métrage) : Bing Crosby
- 1933 : Collège humour (College Humor) de Wesley Ruggles : professeur Frederick Danvers
- 1933 : Trop d'harmonie (Too Much Harmony) d'A. Edward Sutherland : Eddie Bronson
- 1933 : Please d'Arvid E. Gillstrom (court-métrage)
- 1933 : Au pays du rêve (Going Hollywood) de Raoul Walsh : Bill « Billy » Williams
- 1934 : Just an Echo (en) d'Arvid E. Gillstrom (court-métrage)
- 1934 : We're Not Dressing de Norman Taurog : Stephen Jones
- 1934 : Elle ne m'aime pas (She Loves Me Not) d'Elliott Nugent : Paul Lawton
- 1934 : La Grande-Duchesse et le Garçon d'étage (Here Is My Heart) de Frank Tuttle : J. Paul Jones
- 1935 : Mississippi, de Wesley Ruggles et d'A. Edward Sutherland : Tom Grayson
- 1935 : Two for Tonight de Frank Tuttle : Gilbert Gordon
- 1935 : Symphonie burlesque (The Big Broadcast of 1936) de Norman Taurog
- 1936 : Transatlantic Follies (Anything Goes), de Lewis Milestone : Billy Crocker
- 1936 : Rhythm on the Range : Jeff Larabee
- 1936 : La Chanson à deux sous (Pennies from Heaven) de Norman Z. McLeod : Larry Poole
- 1937 : L'Amour à Waikiki (Waikiki Wedding), de Frank Tuttle : Tony Marvin
- 1937 : Quitte ou double (Double or Nothing) : Lefty Boylan
- 1938 : Doctor Rhythm : Dr Bill Remsen
- 1938 : Les Bébés turbulents (Sing You Sinners) : Joe Beebe
- 1939 : Paris Honeymoon : Lucky Lawton
- 1939 : Un pensionnaire sur les bras (East Side of Heaven) de David Butler : Denny Martin
- 1939 : Frou-frou de Broadway (The Star Maker) de Roy Del Ruth : Larry Earl

##### Années 1940
- 1940 : En route vers Singapour (Road to Singapore) de Victor Schertzinger : Joshua « Josh » Mallon V
- 1940 : Petite et charmante (If I Had My Way) de David Butler : Buzz Blackwell
- 1940 : Rhythm on the River : Bob Sommers
- 1941 : En route vers Zanzibar (Road to Zanzibar) de Victor Schertzinger : Chuck Reardon
- 1941 : Birth of the Blues de Victor Schertzinger : Jeff Lambert
- 1942 : La Blonde de mes rêves (My Favorite Blonde) de Sidney Lanfield : homme à l'extérieur de l'Union Hall (caméo)
- 1942 : L'Amour chante et danse (Holiday Inn) de Mark Sandrich : Jim Hardy
- 1942 : En route vers le Maroc (Road to Morocco) de David Butler : Jeff Peters
- 1942 : Au Pays du rythme (Star spangled rythm) de George Marshall
- 1943 : They Got Me Covered : la boite à musique (voix)
- 1943 : Dixie (Dixie) de Edward Sutherland : Daniel Decatur Emmett
- 1944 : La Route semée d'étoiles (Going My Way) de Leo McCarey : père Chuck O'Malley
- 1944 : La Princesse et le pirate (The Princess and the Pirate) de David Butler : roturier sur le navire du roi
- 1944 : Here Come the Waves de Mark Sandrich : Johnny Cabot
- 1945 : Un cœur aux enchères (Out of This World) : voix d'Herbie quand il chante
- 1945 : Duffy's Tavern de Hal Walker : Bing Crosby
- 1945 : Les Cloches de Sainte-Marie (The Bells of St. Mary's) de Leo McCarey : père Chuck O'Malley
- 1946 : En route vers l'Alaska (Road to Utopia) de Hal Walker : Duke Johnson / Junior Hooton
- 1946 : La Mélodie du bonheur (Blue Skies) de Stuart Heisler : Johnny Adams
- 1947 : La Brune de mes rêves (My Favorite Brunette) de Elliot Nugent : Harry
- 1947 : Le Docteur et son toubib (Welcome Stranger) de Elliot Nugent : Dr James « Jim » Pearson
- 1947 : Hollywood en folie (Variety Girl) de George Marshall : Bing Crosby
- 1947 : The Road to Hollywood
- 1947 : En route vers Rio (Road to Rio) de Norman Z. McLeod : Scat Sweeney
- 1948 : La Valse de l'empereur (The Emperor Waltz) de Billy Wilder : Virgil Smith
- 1949 : Un Yankee à la cour du roi Arthur (A Connecticut Yankee in King Arthur's Court) de Tay Garnett : Hank Martin
- 1949 : Quand viendra l'aurore (Top o' the Morning) de David Miller : Joe Mulqueen
- 1949 : Le Crapaud et le maître d'école (The Adventures of Ichabod and Mr. Toad) : narrateur (segment The Legend of Sleepy Hollow) (voix)

##### Années 1950
- 1950 : Jour de chance (Riding High) de Frank Capra : Dan Brooks
- 1950 : Monsieur Musique (Mr. Music) de Richard Haydn : Paul Merrick
- 1951 : Si l'on mariait papa (Here Comes the Groom) de Frank Capra : Peter « Pete » Garvey
- 1951 : Angels in the Outfieldde Clarence Brown : lui-même (caméo)
- 1952 : Sous le plus grand chapiteau du monde (The Greatest Show on Earth) de Cecil B. DeMille : spectateur
- 1952 : Le Fils de visage pâle (Son of Paleface) de Frank Tashlin : homme conduisant la voiture dans le clip inséré
- 1952 : Pour vous, mon amour (Just for You) de Elliot Nugent : Jordan Blake
- 1952 : En route vers Bali (Road to Bali) de Hal Walker : George Cochran
- 1953 : Fais-moi peur (Scared Stiff) de George Marshall : Squelette (caméo)
- 1953 : Le Petit Garçon perdu (Little Boy Lost) de George Seaton : Bill Wainwright
- 1954 : Noël blanc (White Christmas) de Michael Curtiz : Bob Wallace
- 1954 : Une fille de la province (The Country Girl) de George Seaton : Frank Elgin
- 1956 : Showdown at Ulcer Gulch : homme influent (caméo)
- 1956 : Quadrille d'amour (Anything Goes) de Robert Lewis : Bill Benson
- 1956 : Haute Société (High Society), de Charles Walters : C. K. Dexter-Haven
- 1957 : Man on Fire : Earl Carleton
- 1957 : Le Pantin brisé (The Joker Is Wild) : chanteur, June in January
- 1958 : The Legend of Sleepy Hollow : narrateur (voix)
- 1959 : Ne tirez pas sur le bandit (Alias Jesse James) de Norman Z. McLeod : Bing Crosby
- 1959 : L'Habit ne fait pas le moine (Say One for Me) de Frank Tashlin : père Conroy
- 1959 : The Bing Crosby Show (TV) : hôte

##### Années 1960
- 1960 : High Time de Blake Edwards: Harvey Howard
- 1960 : Pepe : caméo
- 1960 : Le Milliardaire (Let's Make Love) de George Cukor : caméo
- 1962 : Astronautes malgré eux (The Road to Hong Kong) de Norman Panama : Harry Turner
- 1964 : Les Sept Voleurs de Chicago (Robin and the 7 Hoods) de Gordon Douglas : Allen A. Dale
- 1964 : The Bing Crosby Show (série TV) : Bing Collins (épisodes à déterminer)
- 1966 : Stagecoach de Gordon Douglas : Doc Josiah Boone

##### Années 1970
- 1971 : Dr. Cook's Garden (TV) : Dr Leonard Cook
- 1974 : Il était une fois Hollywood (That entertainment) de Jack Haley Jr : lui-même

#### Émissions de radio

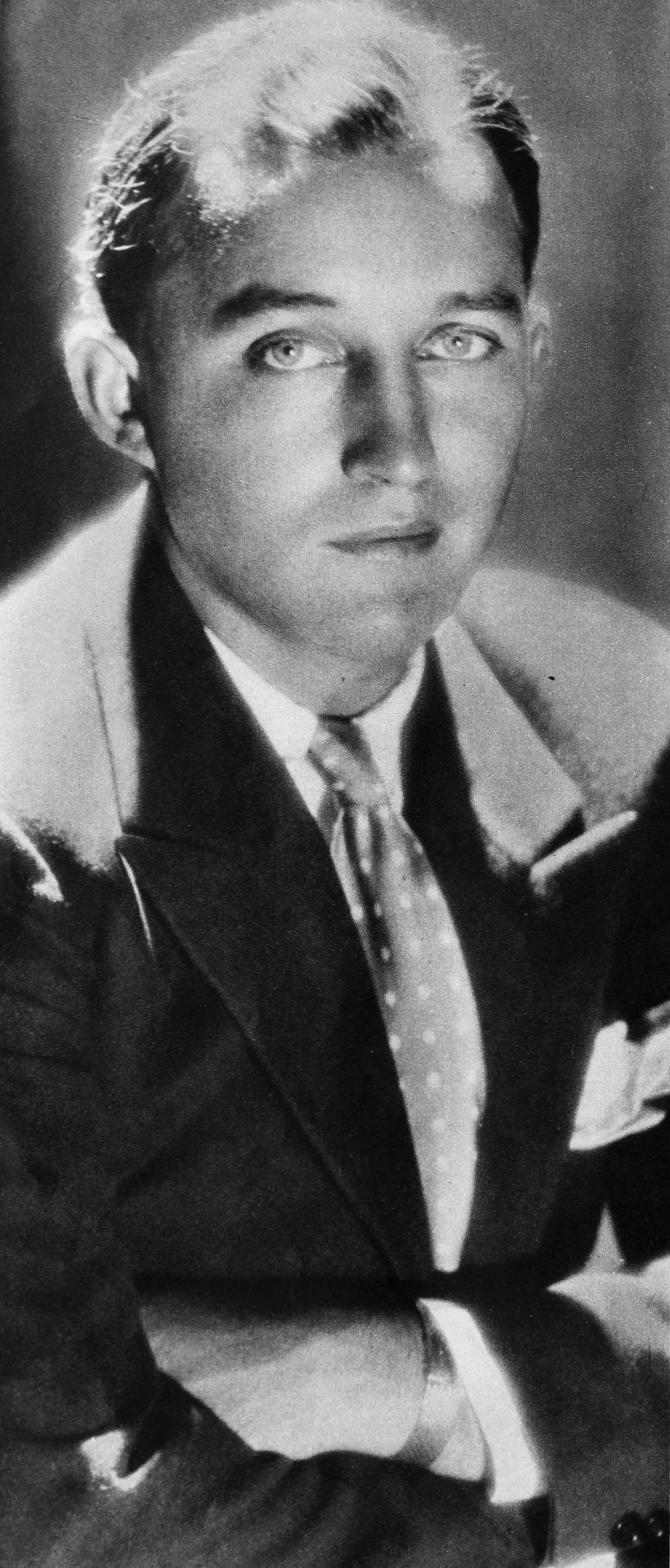
Bing Crosby sur le magazine « Radio Digest », octobre 1931

Bing fut l’invité de deux émissions de radio sur NBC et CBS, dont Kraft Music Hall où il resta pendant 10 ans, et une émission comprenant l’orchestre de Carl Fenton. Son émission musicale sur CBS était enregistrée à New York, et resta programmée à la radio pendant 20 semaines en 1932. Bing s'impliqua tellement dans les productions de radio de CBS qu’il en devint le président à la fin des années 1930.
Son grand succès à la radio lui procura un rôle dans 3 films de la série intitulée The Big Broadcasts (le premier datant de 1932), produits par la Paramount et traitant des plus grands hôtes de la radio. En fait, son impact comme invité d’émissions de radio fut si grand qu’en 1998 on lui donna une place dans le Panthéon de la Radio (National Radio Hall of Fame). Il est aussi dans le Panthéon Hit Parade depuis 2007.

#### Producteur
La plupart des productions de Bing Crosby sont passées à la radio et aidèrent à promouvoir ses films et ses chansons.
- 1945 : The Great John L.
- 1946 : Abie's Irish Rose
- 1959 : The Bing Crosby Show (TV)
- 1960 : Une seconde jeunesse (High Time)
- 1965-1971 : Papa Schultz (Hogan's Heroes)
- 1971 : Willard
- 1972 : Ben
- 1973 : Arnold
- 1973 : Terror in the Wax Museum
- 1978 : Mean Dog Blues

## Bilan

Sa dernière apparition au Palladium à Londres, 1977

Si Bing Crosby a eu une vie privée teintée d'ombre, professionnellement, ses talents et son sens des affaires ont marqué la musique, la radio, la télévision et le cinéma jusqu'à l'ère numérique.
Il a écrit et chanté plus de 1700 chansons, mais son plus grand succès reste White Christmas, qui demeure le single le plus vendu de l'histoire, avec 50 millions d'exemplaires écoulés.

Bien qu'il ait été désigné dans les années 1960 et 1970 comme étant l'artiste ayant vendu le plus de disques, avec des ventes annoncées de 400 millions, ces chiffres, non vérifiés de manière indépendante, furent jugés « largement surestimés » à partir des années 1980. Des chiffres plus importants apparaissent parfois dans les médias,,, mais selon le Livre Guinness des records, seuls Les Beatles, Elvis Presley, Michael Jackson et Madonna ont réellement vendu plus de 300 millions de disques. 
Il est apparu dans près de cent films, a été la principale attraction du box-office hollywoodien pendant cinq années consécutives, et a animé pendant plusieurs décennies des émissions de radio et de télévision, ainsi que des programmes spéciaux de Noël.
Ses disques d'or sont conservés à l'Université Gonzaga de Spokane, État de Washington.

#### Bases de données et dictionnaires
- (en) Site officiel
- Ressources relatives à la musique :   - All About Jazz
  - AllMusic
  - Billboard
  - Carnegie Hall
  - Discografia Nazionale della Canzone Italiana
  - Discography of American Historical Recordings
  - Discogs
  - Grove Music Online
  - MusicBrainz
  - Muziekweb
  - Rate Your Music
  - Songfacts
  - Songkick
- Ressources relatives à l'audiovisuel :   - AllMovie
  - Allociné
  - American Film Institute
  - Disney A to Z
  - Filmportal
  - Filmweb.pl
  - IMDb
  - Rotten Tomatoes
- Ressource relative au spectacle :   - Internet Broadway Database
- Ressource relative au sport :   - World Golf Hall of Fame
- Ressource relative à la bande dessinée :   - Comic Vine
- Ressource relative à la recherche :   - Isidore
- Notices dans des dictionnaires ou encyclopédies généralistes :   - American National Biography
  - Britannica
  - Brockhaus
  - Den Store Danske Encyklopædi
  - Deutsche Biographie
  - Gran Enciclopèdia Catalana
  - Hrvatska Enciklopedija
  - Internetowa encyklopedia PWN
  - Larousse
  - Nationalencyklopedin
  - Munzinger
  - Proleksis enciklopedija
  - Store norske leksikon
  - Treccani
  - Universalis
  - Visuotinė lietuvių enciklopedija
- Notices d'autorité :   - VIAF
  - ISNI
  - BnF (données)
  - IdRef
  - LCCN
  - GND
  - Italie
  - CiNii
  - Espagne
  - Pays-Bas
  - Pologne
  - Israël
  - NUKAT
  - Catalogne
  - Suède
  - Australie
  - Norvège
  - Croatie
  - WorldCat